# Lista di asteroidi (1001-2000)
Di seguito una lista di asteroidi dal numero 1001 al 2000 con data di scoperta e scopritore.

## 1001-1100
| Nome             | Designazione provvisoria | Data di scoperta  | Scopritore                   |
| ---------------- | ------------------------ | ----------------- | ---------------------------- |
| 1001 Gaussia     | 1923 OA                  | 8 agosto 1923     | S. Beljavskij                |
| 1002 Olbersia    | 1923 OB                  | 15 agosto 1923    | V. Albitskij                 |
| 1003 Lilofee     | 1923 OK                  | 13 settembre 1923 | K. Reinmuth                  |
| 1004 Belopolskya | 1923 OS                  | 5 settembre 1923  | S. Beljavskij                |
| 1005 Arago       | 1923 OT                  | 5 settembre 1923  | S. Beljavskij                |
| 1006 Lagrangea   | 1923 OU                  | 12 settembre 1923 | S. Beljavskij                |
| 1007 Pawlowia    | 1923 OX                  | 5 ottobre 1923    | V. Albitskij                 |
| 1008 La Paz      | 1923 PD                  | 31 ottobre 1923   | M. F. Wolf                   |
| 1009 Sirene      | 1923 PE                  | 31 ottobre 1923   | K. Reinmuth                  |
| 1010 Marlene     | 1923 PF                  | 12 novembre 1923  | K. Reinmuth                  |
| 1011 Laodamia    | 1924 PK                  | 5 gennaio 1924    | K. Reinmuth                  |
| 1012 Sarema      | 1924 PM                  | 12 gennaio 1924   | K. Reinmuth                  |
| 1013 Tombecka    | 1924 PQ                  | 17 gennaio 1924   | Veniamin Pavlovič Žechovskij |
| 1014 Semphyra    | 1924 PW                  | 29 gennaio 1924   | K. Reinmuth                  |
| 1015 Christa     | 1924 QF                  | 31 gennaio 1924   | K. Reinmuth                  |
| 1016 Anitra      | 1924 QG                  | 31 gennaio 1924   | K. Reinmuth                  |
| 1017 Jacqueline  | 1924 QL                  | 4 febbraio 1924   | Veniamin Pavlovič Žechovskij |
| 1018 Arnolda     | 1924 QM                  | 3 marzo 1924      | K. Reinmuth                  |
| 1019 Strackea    | 1924 QN                  | 3 marzo 1924      | K. Reinmuth                  |
| 1020 Arcadia     | 1924 QV                  | 7 marzo 1924      | K. Reinmuth                  |
| 1021 Flammario   | 1924 RG                  | 11 marzo 1924     | M. F. Wolf                   |
| 1022 Olympiada   | 1924 RT                  | 23 giugno 1924    | V. Albitskij                 |
| 1023 Thomana     | 1924 RU                  | 25 giugno 1924    | K. Reinmuth                  |
| 1024 Hale        | 1923 YO13                | 2 dicembre 1923   | G. van Biesbroeck            |
| 1025 Riema       | 1923 NX                  | 12 agosto 1923    | K. Reinmuth                  |
| 1026 Ingrid      | 1923 NY                  | 13 agosto 1923    | K. Reinmuth                  |
| 1027 Aesculapia  | 1923 YO11                | 11 novembre 1923  | G. van Biesbroeck            |
| 1028 Lydina      | 1923 PG                  | 6 novembre 1923   | V. Albitskij                 |
| 1029 La Plata    | 1924 RK                  | 28 aprile 1924    | J. Hartmann                  |
| 1030 Vitja       | 1924 RQ                  | 25 maggio 1924    | V. Albitskij                 |
| 1031 Arctica     | 1924 RR                  | 6 giugno 1924     | S. Beljavskij                |
| 1032 Pafuri      | 1924 SA                  | 30 maggio 1924    | H. E. Wood                   |
| 1033 Simona      | 1924 SM                  | 4 settembre 1924  | G. van Biesbroeck            |
| 1034 Mozartia    | 1924 SS                  | 7 settembre 1924  | V. Albitskij                 |
| 1035 Amata       | 1924 SW                  | 29 settembre 1924 | K. Reinmuth                  |
| 1036 Ganymed     | 1924 TD                  | 23 ottobre 1924   | W. Baade                     |
| 1037 Davidweilla | 1924 TF                  | 29 ottobre 1924   | Veniamin Pavlovič Žechovskij |
| 1038 Tuckia      | 1924 TK                  | 24 novembre 1924  | M. F. Wolf                   |
| 1039 Sonneberga  | 1924 TL                  | 24 novembre 1924  | M. F. Wolf                   |
| 1040 Klumpkea    | 1925 BD                  | 20 gennaio 1925   | Veniamin Pavlovič Žechovskij |
| 1041 Asta        | 1925 FA                  | 22 marzo 1925     | K. Reinmuth                  |
| 1042 Amazone     | 1925 HA                  | 22 aprile 1925    | K. Reinmuth                  |
| 1043 Beate       | 1925 HB                  | 22 aprile 1925    | K. Reinmuth                  |
| 1044 Teutonia    | 1924 RO                  | 10 maggio 1924    | K. Reinmuth                  |
| 1045 Michela     | 1924 TR                  | 19 novembre 1924  | G. van Biesbroeck            |
| 1046 Edwin       | 1924 UA                  | 1 dicembre 1924   | G. van Biesbroeck            |
| 1047 Geisha      | 1924 TE                  | 17 novembre 1924  | K. Reinmuth                  |
| 1048 Feodosia    | 1924 TP                  | 29 novembre 1924  | K. Reinmuth                  |
| 1049 Gotho       | 1925 RB                  | 14 settembre 1925 | K. Reinmuth                  |
| 1050 Meta        | 1925 RC                  | 14 settembre 1925 | K. Reinmuth                  |
| 1051 Merope      | 1925 SA                  | 16 settembre 1925 | K. Reinmuth                  |
| 1052 Belgica     | 1925 VD                  | 15 novembre 1925  | E. Delporte                  |
| 1053 Vigdis      | 1925 WA                  | 16 novembre 1925  | M. F. Wolf                   |
| 1054 Forsytia    | 1925 WD                  | 20 novembre 1925  | K. Reinmuth                  |
| 1055 Tynka       | 1925 WG                  | 17 novembre 1925  | E. Buchar                    |
| 1056 Azalea      | 1924 QD                  | 31 gennaio 1924   | K. Reinmuth                  |
| 1057 Wanda       | 1925 QB                  | 16 agosto 1925    | G. Shajn                     |
| 1058 Grubba      | 1925 MA                  | 22 giugno 1925    | G. Shajn                     |
| 1059 Mussorgskia | 1925 OA                  | 19 luglio 1925    | V. Albitskij                 |
| 1060 Magnolia    | 1925 PA                  | 13 agosto 1925    | K. Reinmuth                  |
| 1061 Paeonia     | 1925 TB                  | 10 ottobre 1925   | K. Reinmuth                  |
| 1062 Ljuba       | 1925 TD                  | 11 ottobre 1925   | S. Beljavskij                |
| 1063 Aquilegia   | 1925 XA                  | 6 dicembre 1925   | K. Reinmuth                  |
| 1064 Aethusa     | 1926 PA                  | 2 agosto 1926     | K. Reinmuth                  |
| 1065 Amundsenia  | 1926 PD                  | 4 agosto 1926     | S. Beljavskij                |
| 1066 Lobelia     | 1926 RA                  | 1 settembre 1926  | K. Reinmuth                  |
| 1067 Lunaria     | 1926 RG                  | 9 settembre 1926  | K. Reinmuth                  |
| 1068 Nofretete   | 1926 RK                  | 13 settembre 1926 | E. Delporte                  |
| 1069 Planckia    | 1927 BC                  | 28 gennaio 1927   | M. F. Wolf                   |
| 1070 Tunica      | 1926 RB                  | 1 settembre 1926  | K. Reinmuth                  |
| 1071 Brita       | 1924 RE                  | 3 marzo 1924      | V. Albitskij                 |
| 1072 Malva       | 1926 TA                  | 4 ottobre 1926    | K. Reinmuth                  |
| 1073 Gellivara   | 1923 OW                  | 14 settembre 1923 | J. Palisa                    |
| 1074 Beljawskya  | 1925 BE                  | 26 gennaio 1925   | S. Beljavskij                |
| 1075 Helina      | 1926 SC                  | 29 settembre 1926 | G. N. Neujmin                |
| 1076 Viola       | 1926 TE                  | 5 ottobre 1926    | K. Reinmuth                  |
| 1077 Campanula   | 1926 TK                  | 6 ottobre 1926    | K. Reinmuth                  |
| 1078 Mentha      | 1926 XB                  | 7 dicembre 1926   | K. Reinmuth                  |
| 1079 Mimosa      | 1927 AD                  | 14 gennaio 1927   | G. van Biesbroeck            |
| 1080 Orchis      | 1927 QB                  | 30 agosto 1927    | K. Reinmuth                  |
| 1081 Reseda      | 1927 QF                  | 31 agosto 1927    | K. Reinmuth                  |
| 1082 Pirola      | 1927 UC                  | 28 ottobre 1927   | K. Reinmuth                  |
| 1083 Salvia      | 1928 BC                  | 26 gennaio 1928   | K. Reinmuth                  |
| 1084 Tamariwa    | 1926 CC                  | 12 febbraio 1926  | S. Beljavskij                |
| 1085 Amaryllis   | 1927 QH                  | 31 agosto 1927    | K. Reinmuth                  |
| 1086 Nata        | 1927 QL                  | 25 agosto 1927    | S. Beljavskij, N. Ivanov     |
| 1087 Arabis      | 1927 RD                  | 2 settembre 1927  | K. Reinmuth                  |
| 1088 Mitaka      | 1927 WA                  | 17 novembre 1927  | O. Oikawa                    |
| 1089 Tama        | 1927 WB                  | 17 novembre 1927  | O. Oikawa                    |
| 1090 Sumida      | 1928 DG                  | 20 febbraio 1928  | O. Oikawa                    |
| 1091 Spiraea     | 1928 DT                  | 26 febbraio 1928  | K. Reinmuth                  |
| 1092 Lilium      | 1924 PN                  | 12 gennaio 1924   | K. Reinmuth                  |
| 1093 Freda       | 1925 LA                  | 15 giugno 1925    | Veniamin Pavlovič Žechovskij |
| 1094 Siberia     | 1926 CB                  | 12 febbraio 1926  | S. Beljavskij                |
| 1095 Tulipa      | 1926 GS                  | 14 aprile 1926    | K. Reinmuth                  |
| 1096 Reunerta    | 1928 OB                  | 21 luglio 1928    | H. E. Wood                   |
| 1097 Vicia       | 1928 PC                  | 11 agosto 1928    | K. Reinmuth                  |
| 1098 Hakone      | 1928 RJ                  | 5 settembre 1928  | O. Oikawa                    |
| 1099 Figneria    | 1928 RQ                  | 13 settembre 1928 | G. N. Neujmin                |
| 1100 Arnica      | 1928 SD                  | 22 settembre 1928 | K. Reinmuth                  |

## 1101-1200
| Nome              | Designazione provvisoria | Data di scoperta  | Scopritore                   |
| ----------------- | ------------------------ | ----------------- | ---------------------------- |
| 1101 Clematis     | 1928 SJ                  | 22 settembre 1928 | K. Reinmuth                  |
| 1102 Pepita       | 1928 VA                  | 5 novembre 1928   | J. Comas Solá                |
| 1103 Sequoia      | 1928 VB                  | 9 novembre 1928   | W. Baade                     |
| 1104 Syringa      | 1928 XA                  | 9 dicembre 1928   | K. Reinmuth                  |
| 1105 Fragaria     | 1929 AB                  | 1 gennaio 1929    | K. Reinmuth                  |
| 1106 Cydonia      | 1929 CW                  | 5 febbraio 1929   | K. Reinmuth                  |
| 1107 Lictoria     | 1929 FB                  | 30 marzo 1929     | L. Volta                     |
| 1108 Demeter      | 1929 KA                  | 31 maggio 1929    | K. Reinmuth                  |
| 1109 Tata         | 1929 CU                  | 5 febbraio 1929   | K. Reinmuth                  |
| 1110 Jaroslawa    | 1928 PD                  | 10 agosto 1928    | G. N. Neujmin                |
| 1111 Reinmuthia   | 1927 CO                  | 11 febbraio 1927  | K. Reinmuth                  |
| 1112 Polonia      | 1928 PE                  | 15 agosto 1928    | P. F. Shajn                  |
| 1113 Katja        | 1928 QC                  | 15 agosto 1928    | P. F. Shajn                  |
| 1114 Lorraine     | 1928 WA                  | 17 novembre 1928  | A. Schaumasse                |
| 1115 Sabauda      | 1928 XC                  | 13 dicembre 1928  | L. Volta                     |
| 1116 Catriona     | 1929 GD                  | 5 aprile 1929     | C. Jackson                   |
| 1117 Reginita     | 1927 KA                  | 24 maggio 1927    | J. Comas Solá                |
| 1118 Hanskya      | 1927 QD                  | 29 agosto 1927    | S. Beljavskij, N. Ivanov     |
| 1119 Euboea       | 1927 UB                  | 27 ottobre 1927   | K. Reinmuth                  |
| 1120 Cannonia     | 1928 RV                  | 11 settembre 1928 | P. F. Shajn                  |
| 1121 Natascha     | 1928 RZ                  | 11 settembre 1928 | P. F. Shajn                  |
| 1122 Neith        | 1928 SB                  | 17 settembre 1928 | E. Delporte                  |
| 1123 Shapleya     | 1928 ST                  | 21 settembre 1928 | G. N. Neujmin                |
| 1124 Stroobantia  | 1928 TB                  | 6 ottobre 1928    | E. Delporte                  |
| 1125 China        | 1957 UN1                 | 30 ottobre 1957   | Purple Mountain Observatory  |
| 1126 Otero        | 1929 AC                  | 11 gennaio 1929   | K. Reinmuth                  |
| 1127 Mimi         | 1929 AJ                  | 13 gennaio 1929   | S. J. Arend                  |
| 1128 Astrid       | 1929 EB                  | 10 marzo 1929     | E. Delporte                  |
| 1129 Neujmina     | 1929 PH                  | 8 agosto 1929     | P. Parchomenko               |
| 1130 Skuld        | 1929 RC                  | 2 settembre 1929  | K. Reinmuth                  |
| 1131 Porzia       | 1929 RO                  | 10 settembre 1929 | K. Reinmuth                  |
| 1132 Hollandia    | 1929 RB1                 | 13 settembre 1929 | H. van Gent                  |
| 1133 Lugduna      | 1929 RC1                 | 13 settembre 1929 | H. van Gent                  |
| 1134 Kepler       | 1929 SA                  | 25 settembre 1929 | M. F. Wolf                   |
| 1135 Colchis      | 1929 TA                  | 3 ottobre 1929    | G. N. Neujmin                |
| 1136 Mercedes     | 1929 UA                  | 30 ottobre 1929   | J. Comas Solá                |
| 1137 Raïssa       | 1929 WB                  | 27 ottobre 1929   | G. N. Neujmin                |
| 1138 Attica       | 1929 WF                  | 22 novembre 1929  | K. Reinmuth                  |
| 1139 Atami        | 1929 XE                  | 1 dicembre 1929   | O. Oikawa, K. Kubokawa       |
| 1140 Crimea       | 1929 YC                  | 30 dicembre 1929  | G. N. Neujmin                |
| 1141 Bohmia       | 1930 AA                  | 4 gennaio 1930    | M. F. Wolf                   |
| 1142 Aetolia      | 1930 BC                  | 24 gennaio 1930   | K. Reinmuth                  |
| 1143 Odysseus     | 1930 BH                  | 28 gennaio 1930   | K. Reinmuth                  |
| 1144 Oda          | 1930 BJ                  | 28 gennaio 1930   | K. Reinmuth                  |
| 1145 Robelmonte   | 1929 CC                  | 3 febbraio 1929   | E. Delporte                  |
| 1146 Biarmia      | 1929 JF                  | 7 maggio 1929     | G. N. Neujmin                |
| 1147 Stavropolis  | 1929 LF                  | 11 giugno 1929    | G. N. Neujmin                |
| 1148 Rarahu       | 1929 NA                  | 5 luglio 1929     | A. N. Deutsch                |
| 1149 Volga        | 1929 PF                  | 1 agosto 1929     | E. F. Skvortsov              |
| 1150 Achaia       | 1929 RB                  | 2 settembre 1929  | K. Reinmuth                  |
| 1151 Ithaka       | 1929 RK                  | 8 settembre 1929  | K. Reinmuth                  |
| 1152 Pawona       | 1930 AD                  | 8 gennaio 1930    | K. Reinmuth                  |
| 1153 Wallenbergia | 1924 SL                  | 5 settembre 1924  | S. Beljavskij                |
| 1154 Astronomia   | 1927 CB                  | 8 febbraio 1927   | K. Reinmuth                  |
| 1155 Aënna        | 1928 BD                  | 26 gennaio 1928   | K. Reinmuth                  |
| 1156 Kira         | 1928 DA                  | 22 febbraio 1928  | K. Reinmuth                  |
| 1157 Arabia       | 1929 QC                  | 31 agosto 1929    | K. Reinmuth                  |
| 1158 Luda         | 1929 QF                  | 31 agosto 1929    | G. N. Neujmin                |
| 1159 Granada      | 1929 RD                  | 2 settembre 1929  | K. Reinmuth                  |
| 1160 Illyria      | 1929 RL                  | 9 settembre 1929  | K. Reinmuth                  |
| 1161 Thessalia    | 1929 SF                  | 29 settembre 1929 | K. Reinmuth                  |
| 1162 Larissa      | 1930 AC                  | 5 gennaio 1930    | K. Reinmuth                  |
| 1163 Saga         | 1930 BA                  | 20 gennaio 1930   | K. Reinmuth                  |
| 1164 Kobolda      | 1930 FB                  | 19 marzo 1930     | K. Reinmuth                  |
| 1165 Imprinetta   | 1930 HM                  | 24 aprile 1930    | H. van Gent                  |
| 1166 Sakuntala    | 1930 MA                  | 27 giugno 1930    | P. Parchomenko               |
| 1167 Dubiago      | 1930 PB                  | 3 agosto 1930     | E. F. Skvortsov              |
| 1168 Brandia      | 1930 QA                  | 25 agosto 1930    | E. Delporte                  |
| 1169 Alwine       | 1930 QH                  | 30 agosto 1930    | M. F. Wolf, M. A. Ferrero    |
| 1170 Siva         | 1930 SQ                  | 29 settembre 1930 | E. Delporte                  |
| 1171 Rusthawelia  | 1930 TA                  | 3 ottobre 1930    | S. J. Arend                  |
| 1172 Äneas        | 1930 UA                  | 17 ottobre 1930   | K. Reinmuth                  |
| 1173 Anchises     | 1930 UB                  | 17 ottobre 1930   | K. Reinmuth                  |
| 1174 Marmara      | 1930 UC                  | 17 ottobre 1930   | K. Reinmuth                  |
| 1175 Margo        | 1930 UD                  | 17 ottobre 1930   | K. Reinmuth                  |
| 1176 Lucidor      | 1930 VE                  | 15 novembre 1930  | E. Delporte                  |
| 1177 Gonnessia    | 1930 WA                  | 24 novembre 1930  | L. Boyer                     |
| 1178 Irmela       | 1931 EC                  | 13 marzo 1931     | M. F. Wolf                   |
| 1179 Mally        | 1931 FD                  | 19 marzo 1931     | M. F. Wolf                   |
| 1180 Rita         | 1931 GE                  | 9 aprile 1931     | K. Reinmuth                  |
| 1181 Lilith       | 1927 CQ                  | 11 febbraio 1927  | Veniamin Pavlovič Žechovskij |
| 1182 Ilona        | 1927 EA                  | 3 marzo 1927      | K. Reinmuth                  |
| 1183 Jutta        | 1930 DC                  | 22 febbraio 1930  | K. Reinmuth                  |
| 1184 Gaea         | 1926 RE                  | 5 settembre 1926  | K. Reinmuth                  |
| 1185 Nikko        | 1927 WC                  | 17 novembre 1927  | O. Oikawa                    |
| 1186 Turnera      | 1929 PL                  | 1 agosto 1929     | C. Jackson                   |
| 1187 Afra         | 1929 XC                  | 6 dicembre 1929   | K. Reinmuth                  |
| 1188 Gothlandia   | 1930 SB                  | 30 settembre 1930 | J. Comas Solá                |
| 1189 Terentia     | 1930 SG                  | 17 settembre 1930 | G. N. Neujmin                |
| 1190 Pelagia      | 1930 SL                  | 20 settembre 1930 | G. N. Neujmin                |
| 1191 Alfaterna    | 1931 CA                  | 11 febbraio 1931  | L. Volta                     |
| 1192 Prisma       | 1931 FE                  | 17 marzo 1931     | A. Schwassmann               |
| 1193 Africa       | 1931 HB                  | 24 aprile 1931    | C. Jackson                   |
| 1194 Aletta       | 1931 JG                  | 13 maggio 1931    | C. Jackson                   |
| 1195 Orangia      | 1931 KD                  | 24 maggio 1931    | C. Jackson                   |
| 1196 Sheba        | 1931 KE                  | 21 maggio 1931    | C. Jackson                   |
| 1197 Rhodesia     | 1931 LD                  | 9 giugno 1931     | C. Jackson                   |
| 1198 Atlantis     | 1931 RA                  | 7 settembre 1931  | K. Reinmuth                  |
| 1199 Geldonia     | 1931 RF                  | 14 settembre 1931 | E. Delporte                  |
| 1200 Imperatrix   | 1931 RH                  | 14 settembre 1931 | K. Reinmuth                  |

## 1201-1300
| Nome               | Designazione provvisoria | Data di scoperta  | Scopritore               |
| ------------------ | ------------------------ | ----------------- | ------------------------ |
| 1201 Strenua       | 1931 RK                  | 14 settembre 1931 | K. Reinmuth              |
| 1202 Marina        | 1931 RL                  | 13 settembre 1931 | G. N. Neujmin            |
| 1203 Nanna         | 1931 TA                  | 5 ottobre 1931    | M. F. Wolf               |
| 1204 Renzia        | 1931 TE                  | 6 ottobre 1931    | K. Reinmuth              |
| 1205 Ebella        | 1931 TB1                 | 6 ottobre 1931    | K. Reinmuth              |
| 1206 Numerowia     | 1931 UH                  | 18 ottobre 1931   | K. Reinmuth              |
| 1207 Ostenia       | 1931 VT                  | 15 novembre 1931  | K. Reinmuth              |
| 1208 Troilus       | 1931 YA                  | 31 dicembre 1931  | K. Reinmuth              |
| 1209 Pumma         | 1927 HA                  | 22 aprile 1927    | K. Reinmuth              |
| 1210 Morosovia     | 1931 LB                  | 6 giugno 1931     | G. N. Neujmin            |
| 1211 Bressole      | 1931 XA                  | 2 dicembre 1931   | L. Boyer                 |
| 1212 Francette     | 1931 XC                  | 3 dicembre 1931   | L. Boyer                 |
| 1213 Algeria       | 1931 XD                  | 5 dicembre 1931   | G. Reiss                 |
| 1214 Richilde      | 1932 AA                  | 1 gennaio 1932    | M. F. Wolf               |
| 1215 Boyer         | 1932 BA                  | 19 gennaio 1932   | A. Schmitt               |
| 1216 Askania       | 1932 BL                  | 29 gennaio 1932   | K. Reinmuth              |
| 1217 Maximiliana   | 1932 EC                  | 13 marzo 1932     | E. Delporte              |
| 1218 Aster         | 1932 BJ                  | 29 gennaio 1932   | K. Reinmuth              |
| 1219 Britta        | 1932 CJ                  | 6 febbraio 1932   | M. F. Wolf               |
| 1220 Crocus        | 1932 CU                  | 11 febbraio 1932  | K. Reinmuth              |
| 1221 Amor          | 1932 EA1                 | 12 marzo 1932     | E. Delporte              |
| 1222 Tina          | 1932 LA                  | 11 giugno 1932    | E. Delporte              |
| 1223 Neckar        | 1931 TG                  | 6 ottobre 1931    | K. Reinmuth              |
| 1224 Fantasia      | 1927 SD                  | 29 agosto 1927    | S. Beljavskij, N. Ivanov |
| 1225 Ariane        | 1930 HK                  | 23 aprile 1930    | H. van Gent              |
| 1226 Golia         | 1930 HL                  | 22 aprile 1930    | H. van Gent              |
| 1227 Geranium      | 1931 TD                  | 5 ottobre 1931    | K. Reinmuth              |
| 1228 Scabiosa      | 1931 TU                  | 5 ottobre 1931    | K. Reinmuth              |
| 1229 Tilia         | 1931 TP1                 | 9 ottobre 1931    | K. Reinmuth              |
| 1230 Riceia        | 1931 TX1                 | 9 ottobre 1931    | K. Reinmuth              |
| 1231 Auricula      | 1931 TE2                 | 10 ottobre 1931   | K. Reinmuth              |
| 1232 Cortusa       | 1931 TF2                 | 10 ottobre 1931   | K. Reinmuth              |
| 1233 Kobresia      | 1931 TG2                 | 10 ottobre 1931   | K. Reinmuth              |
| 1234 Elyna         | 1931 UF                  | 18 ottobre 1931   | K. Reinmuth              |
| 1235 Schorria      | 1931 UJ                  | 18 ottobre 1931   | K. Reinmuth              |
| 1236 Thaïs         | 1931 VX                  | 6 novembre 1931   | G. N. Neujmin            |
| 1237 Geneviève     | 1931 XB                  | 2 dicembre 1931   | G. Reiss                 |
| 1238 Predappia     | 1932 CA                  | 4 febbraio 1932   | L. Volta                 |
| 1239 Queteleta     | 1932 CB                  | 4 febbraio 1932   | E. Delporte              |
| 1240 Centenaria    | 1932 CD                  | 5 febbraio 1932   | R. Schorr                |
| 1241 Dysona        | 1932 EB1                 | 4 marzo 1932      | H. E. Wood               |
| 1242 Zambesia      | 1932 HL                  | 28 aprile 1932    | C. Jackson               |
| 1243 Pamela        | 1932 JE                  | 7 maggio 1932     | C. Jackson               |
| 1244 Deira         | 1932 KE                  | 25 maggio 1932    | C. Jackson               |
| 1245 Calvinia      | 1932 KF                  | 26 maggio 1932    | C. Jackson               |
| 1246 Chaka         | 1932 OA                  | 23 luglio 1932    | C. Jackson               |
| 1247 Memoria       | 1932 QA                  | 30 agosto 1932    | M. Laugier               |
| 1248 Jugurtha      | 1932 RO                  | 1 settembre 1932  | C. Jackson               |
| 1249 Rutherfordia  | 1932 VB                  | 4 novembre 1932   | K. Reinmuth              |
| 1250 Galanthus     | 1933 BD                  | 25 gennaio 1933   | K. Reinmuth              |
| 1251 Hedera        | 1933 BE                  | 25 gennaio 1933   | K. Reinmuth              |
| 1252 Celestia      | 1933 DG                  | 19 febbraio 1933  | F. L. Whipple            |
| 1253 Frisia        | 1931 TV1                 | 9 ottobre 1931    | K. Reinmuth              |
| 1254 Erfordia      | 1932 JA                  | 10 maggio 1932    | J. Hartmann              |
| 1255 Schilowa      | 1932 NC                  | 8 luglio 1932     | G. N. Neujmin            |
| 1256 Normannia     | 1932 PD                  | 8 agosto 1932     | K. Reinmuth              |
| 1257 Móra          | 1932 PE                  | 8 agosto 1932     | K. Reinmuth              |
| 1258 Sicilia       | 1932 PG                  | 8 agosto 1932     | K. Reinmuth              |
| 1259 Ógyalla       | 1933 BT                  | 29 gennaio 1933   | K. Reinmuth              |
| 1260 Walhalla      | 1933 BW                  | 29 gennaio 1933   | K. Reinmuth              |
| 1261 Legia         | 1933 FB                  | 23 marzo 1933     | E. Delporte              |
| 1262 Sniadeckia    | 1933 FE                  | 23 marzo 1933     | S. J. Arend              |
| 1263 Varsavia      | 1933 FF                  | 23 marzo 1933     | S. J. Arend              |
| 1264 Letaba        | 1933 HG                  | 21 aprile 1933    | C. Jackson               |
| 1265 Schweikarda   | 1911 MV                  | 18 ottobre 1911   | F. Kaiser                |
| 1266 Tone          | 1927 BD                  | 23 gennaio 1927   | O. Oikawa                |
| 1267 Geertruida    | 1930 HD                  | 23 aprile 1930    | H. van Gent              |
| 1268 Libya         | 1930 HJ                  | 29 aprile 1930    | C. Jackson               |
| 1269 Rollandia     | 1930 SH                  | 20 settembre 1930 | G. N. Neujmin            |
| 1270 Datura        | 1930 YE                  | 17 dicembre 1930  | G. van Biesbroeck        |
| 1271 Isergina      | 1931 TN                  | 10 ottobre 1931   | G. N. Neujmin            |
| 1272 Gefion        | 1931 TZ1                 | 10 ottobre 1931   | K. Reinmuth              |
| 1273 Helma         | 1932 PF                  | 8 agosto 1932     | K. Reinmuth              |
| 1274 Delportia     | 1932 WC                  | 28 novembre 1932  | E. Delporte              |
| 1275 Cimbria       | 1932 WG                  | 30 novembre 1932  | K. Reinmuth              |
| 1276 Ucclia        | 1933 BA                  | 24 gennaio 1933   | E. Delporte              |
| 1277 Dolores       | 1933 HA                  | 18 aprile 1933    | G. N. Neujmin            |
| 1278 Kenya         | 1933 LA                  | 15 giugno 1933    | C. Jackson               |
| 1279 Uganda        | 1933 LB                  | 15 giugno 1933    | C. Jackson               |
| 1280 Baillauda     | 1933 QB                  | 18 agosto 1933    | E. Delporte              |
| 1281 Jeanne        | 1933 QJ                  | 25 agosto 1933    | S. J. Arend              |
| 1282 Utopia        | 1933 QM1                 | 17 agosto 1933    | C. Jackson               |
| 1283 Komsomolia    | 1925 SC                  | 25 settembre 1925 | V. Albitskij             |
| 1284 Latvia        | 1933 OP                  | 27 luglio 1933    | K. Reinmuth              |
| 1285 Julietta      | 1933 QF                  | 21 agosto 1933    | E. Delporte              |
| 1286 Banachiewicza | 1933 QH                  | 25 agosto 1933    | S. J. Arend              |
| 1287 Lorcia        | 1933 QL                  | 25 agosto 1933    | S. J. Arend              |
| 1288 Santa         | 1933 QM                  | 26 agosto 1933    | E. Delporte              |
| 1289 Kutaïssi      | 1933 QR                  | 19 agosto 1933    | G. N. Neujmin            |
| 1290 Albertine     | 1933 QL1                 | 21 agosto 1933    | E. Delporte              |
| 1291 Phryne        | 1933 RA                  | 15 settembre 1933 | E. Delporte              |
| 1292 Luce          | 1933 SH                  | 17 settembre 1933 | F. Rigaux                |
| 1293 Sonja         | 1933 SO                  | 26 settembre 1933 | E. Delporte              |
| 1294 Antwerpia     | 1933 UB1                 | 24 ottobre 1933   | E. Delporte              |
| 1295 Deflotte      | 1933 WD                  | 25 novembre 1933  | L. Boyer                 |
| 1296 Andrée        | 1933 WE                  | 25 novembre 1933  | L. Boyer                 |
| 1297 Quadea        | 1934 AD                  | 7 gennaio 1934    | K. Reinmuth              |
| 1298 Nocturna      | 1934 AE                  | 7 gennaio 1934    | K. Reinmuth              |
| 1299 Mertona       | 1934 BA                  | 18 gennaio 1934   | G. Reiss                 |
| 1300 Marcelle      | 1934 CL                  | 10 febbraio 1934  | G. Reiss                 |

## 1301-1400
| Nome              | Designazione provvisoria | Data di scoperta  | Scopritore                   |
| ----------------- | ------------------------ | ----------------- | ---------------------------- |
| 1301 Yvonne       | 1934 EA                  | 7 marzo 1934      | L. Boyer                     |
| 1302 Werra        | 1924 SV                  | 28 settembre 1924 | K. Reinmuth                  |
| 1303 Luthera      | 1928 FP                  | 16 marzo 1928     | A. Schwassmann               |
| 1304 Arosa        | 1928 KC                  | 21 maggio 1928    | K. Reinmuth                  |
| 1305 Pongola      | 1928 OC                  | 19 luglio 1928    | H. E. Wood                   |
| 1306 Scythia      | 1930 OB                  | 22 luglio 1930    | G. N. Neujmin                |
| 1307 Cimmeria     | 1930 UF                  | 17 ottobre 1930   | G. N. Neujmin                |
| 1308 Halleria     | 1931 EB                  | 12 marzo 1931     | K. Reinmuth                  |
| 1309 Hyperborea   | 1931 TO                  | 11 ottobre 1931   | G. N. Neujmin                |
| 1310 Villigera    | 1932 DB                  | 28 febbraio 1932  | A. Schwassmann               |
| 1311 Knopfia      | 1933 FF1                 | 24 marzo 1933     | K. Reinmuth                  |
| 1312 Vassar       | 1933 OT                  | 27 luglio 1933    | G. van Biesbroeck            |
| 1313 Berna        | 1933 QG                  | 24 agosto 1933    | S. J. Arend                  |
| 1314 Paula        | 1933 SC                  | 16 settembre 1933 | S. J. Arend                  |
| 1315 Bronislawa   | 1933 SF1                 | 16 settembre 1933 | S. J. Arend                  |
| 1316 Kasan        | 1933 WC                  | 17 novembre 1933  | G. N. Neujmin                |
| 1317 Silvretta    | 1935 RC                  | 1 settembre 1935  | K. Reinmuth                  |
| 1318 Nerina       | 1934 FG                  | 24 marzo 1934     | C. Jackson                   |
| 1319 Disa         | 1934 FO                  | 19 marzo 1934     | C. Jackson                   |
| 1320 Impala       | 1934 JG                  | 13 maggio 1934    | C. Jackson                   |
| 1321 Majuba       | 1934 JH                  | 7 maggio 1934     | C. Jackson                   |
| 1322 Coppernicus  | 1934 LA                  | 15 giugno 1934    | K. Reinmuth                  |
| 1323 Tugela       | 1934 LD                  | 19 maggio 1934    | C. Jackson                   |
| 1324 Knysna       | 1934 LL                  | 15 giugno 1934    | C. Jackson                   |
| 1325 Inanda       | 1934 NR                  | 14 luglio 1934    | C. Jackson                   |
| 1326 Losaka       | 1934 NS                  | 14 luglio 1934    | C. Jackson                   |
| 1327 Namaqua      | 1934 RT                  | 7 settembre 1934  | C. Jackson                   |
| 1328 Devota       | 1925 UA                  | 21 ottobre 1925   | Veniamin Pavlovič Žechovskij |
| 1329 Eliane       | 1933 FL                  | 23 marzo 1933     | E. Delporte                  |
| 1330 Spiridonia   | 1925 DB                  | 17 febbraio 1925  | V. Albitskij                 |
| 1331 Solvejg      | 1933 QS                  | 25 agosto 1933    | G. N. Neujmin                |
| 1332 Marconia     | 1934 AA                  | 9 gennaio 1934    | L. Volta                     |
| 1333 Cevenola     | 1934 DA                  | 20 febbraio 1934  | O. Bancilhon                 |
| 1334 Lundmarka    | 1934 OB                  | 16 luglio 1934    | K. Reinmuth                  |
| 1335 Demoulina    | 1934 RE                  | 7 settembre 1934  | K. Reinmuth                  |
| 1336 Zeelandia    | 1934 RW                  | 9 settembre 1934  | H. van Gent                  |
| 1337 Gerarda      | 1934 RA1                 | 9 settembre 1934  | H. van Gent                  |
| 1338 Duponta      | 1934 XA                  | 4 dicembre 1934   | L. Boyer                     |
| 1339 Désagneauxa  | 1934 XB                  | 4 dicembre 1934   | L. Boyer                     |
| 1340 Yvette       | 1934 YA                  | 27 dicembre 1934  | L. Boyer                     |
| 1341 Edmée        | 1935 BA                  | 27 gennaio 1935   | E. Delporte                  |
| 1342 Brabantia    | 1935 CV                  | 13 febbraio 1935  | H. van Gent                  |
| 1343 Nicole       | 1935 FC                  | 29 marzo 1935     | L. Boyer                     |
| 1344 Caubeta      | 1935 GA                  | 1 aprile 1935     | L. Boyer                     |
| 1345 Potomac      | 1908 CG                  | 4 febbraio 1908   | J. H. Metcalf                |
| 1346 Gotha        | 1929 CY                  | 5 febbraio 1929   | K. Reinmuth                  |
| 1347 Patria       | 1931 VW                  | 6 novembre 1931   | G. N. Neujmin                |
| 1348 Michel       | 1933 FD                  | 23 marzo 1933     | S. J. Arend                  |
| 1349 Bechuana     | 1934 LJ                  | 13 giugno 1934    | C. Jackson                   |
| 1350 Rosselia     | 1934 TA                  | 3 ottobre 1934    | E. Delporte                  |
| 1351 Uzbekistania | 1934 TF                  | 5 ottobre 1934    | G. N. Neujmin                |
| 1352 Wawel        | 1935 CE                  | 3 febbraio 1935   | S. J. Arend                  |
| 1353 Maartje      | 1935 CU                  | 13 febbraio 1935  | H. van Gent                  |
| 1354 Botha        | 1935 GK                  | 3 aprile 1935     | C. Jackson                   |
| 1355 Magoeba      | 1935 HE                  | 30 aprile 1935    | C. Jackson                   |
| 1356 Nyanza       | 1935 JH                  | 3 maggio 1935     | C. Jackson                   |
| 1357 Khama        | 1935 ND                  | 2 luglio 1935     | C. Jackson                   |
| 1358 Gaika        | 1935 OB                  | 21 luglio 1935    | C. Jackson                   |
| 1359 Prieska      | 1935 OC                  | 22 luglio 1935    | C. Jackson                   |
| 1360 Tarka        | 1935 OD                  | 22 luglio 1935    | C. Jackson                   |
| 1361 Leuschneria  | 1935 QA                  | 30 agosto 1935    | E. Delporte                  |
| 1362 Griqua       | 1935 QG1                 | 31 luglio 1935    | C. Jackson                   |
| 1363 Herberta     | 1935 RA                  | 30 agosto 1935    | E. Delporte                  |
| 1364 Safara       | 1935 VB                  | 18 novembre 1935  | L. Boyer                     |
| 1365 Henyey       | 1928 RK                  | 9 settembre 1928  | M. F. Wolf                   |
| 1366 Piccolo      | 1932 WA                  | 29 novembre 1932  | E. Delporte                  |
| 1367 Nongoma      | 1934 NA                  | 3 luglio 1934     | C. Jackson                   |
| 1368 Numidia      | 1935 HD                  | 30 aprile 1935    | C. Jackson                   |
| 1369 Ostanina     | 1935 QB                  | 27 agosto 1935    | P. F. Shajn                  |
| 1370 Hella        | 1935 QG                  | 31 agosto 1935    | K. Reinmuth                  |
| 1371 Resi         | 1935 QJ                  | 31 agosto 1935    | K. Reinmuth                  |
| 1372 Haremari     | 1935 QK                  | 31 agosto 1935    | K. Reinmuth                  |
| 1373 Cincinnati   | 1935 QN                  | 30 agosto 1935    | E. Hubble                    |
| 1374 Isora        | 1935 UA                  | 21 ottobre 1935   | E. Delporte                  |
| 1375 Alfreda      | 1935 UB                  | 22 ottobre 1935   | E. Delporte                  |
| 1376 Michelle     | 1935 UH                  | 29 ottobre 1935   | G. Reiss                     |
| 1377 Roberbauxa   | 1936 CD                  | 14 febbraio 1936  | L. Boyer                     |
| 1378 Leonce       | 1936 DB                  | 21 febbraio 1936  | F. Rigaux                    |
| 1379 Lomonosowa   | 1936 FC                  | 19 marzo 1936     | G. N. Neujmin                |
| 1380 Volodia      | 1936 FM                  | 16 marzo 1936     | L. Boyer                     |
| 1381 Danubia      | 1930 QJ                  | 20 agosto 1930    | E. F. Skvortsov              |
| 1382 Gerti        | 1925 BB                  | 21 gennaio 1925   | K. Reinmuth                  |
| 1383 Limburgia    | 1934 RV                  | 9 settembre 1934  | H. van Gent                  |
| 1384 Kniertje     | 1934 RX                  | 9 settembre 1934  | H. van Gent                  |
| 1385 Gelria       | 1935 MJ                  | 24 maggio 1935    | H. van Gent                  |
| 1386 Storeria     | 1935 PA                  | 28 luglio 1935    | G. N. Neujmin                |
| 1387 Kama         | 1935 QD                  | 27 agosto 1935    | P. F. Shajn                  |
| 1388 Aphrodite    | 1935 SS                  | 24 settembre 1935 | E. Delporte                  |
| 1389 Onnie        | 1935 SS1                 | 28 settembre 1935 | H. van Gent                  |
| 1390 Abastumani   | 1935 TA                  | 3 ottobre 1935    | P. F. Shajn                  |
| 1391 Carelia      | 1936 DA                  | 16 febbraio 1936  | Y. Väisälä                   |
| 1392 Pierre       | 1936 FO                  | 16 marzo 1936     | L. Boyer                     |
| 1393 Sofala       | 1936 KD                  | 25 maggio 1936    | C. Jackson                   |
| 1394 Algoa        | 1936 LK                  | 12 giugno 1936    | C. Jackson                   |
| 1395 Aribeda      | 1936 OB                  | 16 luglio 1936    | K. Reinmuth                  |
| 1396 Outeniqua    | 1936 PF                  | 9 agosto 1936     | C. Jackson                   |
| 1397 Umtata       | 1936 PG                  | 9 agosto 1936     | C. Jackson                   |
| 1398 Donnera      | 1936 QL                  | 26 agosto 1936    | Y. Väisälä                   |
| 1399 Teneriffa    | 1936 QY                  | 23 agosto 1936    | K. Reinmuth                  |
| 1400 Tirela       | 1936 WA                  | 17 novembre 1936  | L. Boyer                     |

## 1401-1500
| Nome              | Designazione provvisoria | Data di scoperta  | Scopritore        |
| ----------------- | ------------------------ | ----------------- | ----------------- |
| 1401 Lavonne      | 1935 UD                  | 22 ottobre 1935   | E. Delporte       |
| 1402 Eri          | 1936 OC                  | 16 luglio 1936    | K. Reinmuth       |
| 1403 Idelsonia    | 1936 QA                  | 13 agosto 1936    | G. N. Neujmin     |
| 1404 Ajax         | 1936 QW                  | 17 agosto 1936    | K. Reinmuth       |
| 1405 Sibelius     | 1936 RE                  | 12 settembre 1936 | Y. Väisälä        |
| 1406 Komppa       | 1936 RF                  | 13 settembre 1936 | Y. Väisälä        |
| 1407 Lindelöf     | 1936 WC                  | 21 novembre 1936  | Y. Väisälä        |
| 1408 Trusanda     | 1936 WF                  | 23 novembre 1936  | K. Reinmuth       |
| 1409 Isko         | 1937 AK                  | 8 gennaio 1937    | K. Reinmuth       |
| 1410 Margret      | 1937 AL                  | 8 gennaio 1937    | K. Reinmuth       |
| 1411 Brauna       | 1937 AM                  | 8 gennaio 1937    | K. Reinmuth       |
| 1412 Lagrula      | 1937 BA                  | 19 gennaio 1937   | L. Boyer          |
| 1413 Roucarie     | 1937 CD                  | 12 febbraio 1937  | L. Boyer          |
| 1414 Jérôme       | 1937 CE                  | 12 febbraio 1937  | L. Boyer          |
| 1415 Malautra     | 1937 EA                  | 4 marzo 1937      | L. Boyer          |
| 1416 Renauxa      | 1937 EC                  | 4 marzo 1937      | L. Boyer          |
| 1417 Walinskia    | 1937 GH                  | 1 aprile 1937     | K. Reinmuth       |
| 1418 Fayeta       | 1903 RG                  | 22 settembre 1903 | P. Götz           |
| 1419 Danzig       | 1929 RF                  | 5 settembre 1929  | K. Reinmuth       |
| 1420 Radcliffe    | 1931 RJ                  | 14 settembre 1931 | K. Reinmuth       |
| 1421 Esperanto    | 1936 FQ                  | 18 marzo 1936     | Y. Väisälä        |
| 1422 Strömgrenia  | 1936 QF                  | 23 agosto 1936    | K. Reinmuth       |
| 1423 Jose         | 1936 QM                  | 28 agosto 1936    | J. Hunaerts       |
| 1424 Sundmania    | 1937 AJ                  | 9 gennaio 1937    | Y. Väisälä        |
| 1425 Tuorla       | 1937 GB                  | 3 aprile 1937     | K. A. Inkeri      |
| 1426 Riviera      | 1937 GF                  | 1 aprile 1937     | M. Laugier        |
| 1427 Ruvuma       | 1937 KB                  | 16 maggio 1937    | C. Jackson        |
| 1428 Mombasa      | 1937 NO                  | 5 luglio 1937     | C. Jackson        |
| 1429 Pemba        | 1937 NH                  | 2 luglio 1937     | C. Jackson        |
| 1430 Somalia      | 1937 NK                  | 5 luglio 1937     | C. Jackson        |
| 1431 Luanda       | 1937 OB                  | 29 luglio 1937    | C. Jackson        |
| 1432 Ethiopia     | 1937 PG                  | 1 agosto 1937     | C. Jackson        |
| 1433 Geramtina    | 1937 UC                  | 30 ottobre 1937   | E. Delporte       |
| 1434 Margot       | 1936 FD1                 | 19 marzo 1936     | G. N. Neujmin     |
| 1435 Garlena      | 1936 WE                  | 23 novembre 1936  | K. Reinmuth       |
| 1436 Salonta      | 1936 YA                  | 11 dicembre 1936  | G. Kulin          |
| 1437 Diomedes     | 1937 PB                  | 3 agosto 1937     | K. Reinmuth       |
| 1438 Wendeline    | 1937 TC                  | 11 ottobre 1937   | K. Reinmuth       |
| 1439 Vogtia       | 1937 TE                  | 11 ottobre 1937   | K. Reinmuth       |
| 1440 Rostia       | 1937 TF                  | 11 ottobre 1937   | K. Reinmuth       |
| 1441 Bolyai       | 1937 WA                  | 26 novembre 1937  | G. Kulin          |
| 1442 Corvina      | 1937 YF                  | 29 dicembre 1937  | G. Kulin          |
| 1443 Ruppina      | 1937 YG                  | 29 dicembre 1937  | K. Reinmuth       |
| 1444 Pannonia     | 1938 AE                  | 6 gennaio 1938    | G. Kulin          |
| 1445 Konkolya     | 1938 AF                  | 6 gennaio 1938    | G. Kulin          |
| 1446 Sillanpää    | 1938 BA                  | 26 gennaio 1938   | Y. Väisälä        |
| 1447 Utra         | 1938 BB                  | 26 gennaio 1938   | Y. Väisälä        |
| 1448 Lindbladia   | 1938 DF                  | 16 febbraio 1938  | Y. Väisälä        |
| 1449 Virtanen     | 1938 DO                  | 20 febbraio 1938  | Y. Väisälä        |
| 1450 Raimonda     | 1938 DP                  | 20 febbraio 1938  | Y. Väisälä        |
| 1451 Granö        | 1938 DT                  | 22 febbraio 1938  | Y. Väisälä        |
| 1452 Hunnia       | 1938 DZ1                 | 26 febbraio 1938  | G. Kulin          |
| 1453 Fennia       | 1938 ED1                 | 8 marzo 1938      | Y. Väisälä        |
| 1454 Kalevala     | 1936 DO                  | 16 febbraio 1936  | Y. Väisälä        |
| 1455 Mitchella    | 1937 LF                  | 5 giugno 1937     | A. Bohrmann       |
| 1456 Saldanha     | 1937 NG                  | 2 luglio 1937     | C. Jackson        |
| 1457 Ankara       | 1937 PA                  | 3 agosto 1937     | K. Reinmuth       |
| 1458 Mineura      | 1937 RC                  | 1 settembre 1937  | F. Rigaux         |
| 1459 Magnya       | 1937 VA                  | 4 novembre 1937   | G. N. Neujmin     |
| 1460 Haltia       | 1937 WC                  | 24 novembre 1937  | Y. Väisälä        |
| 1461 Jean-Jacques | 1937 YL                  | 30 dicembre 1937  | M. Laugier        |
| 1462 Zamenhof     | 1938 CA                  | 6 febbraio 1938   | Y. Väisälä        |
| 1463 Nordenmarkia | 1938 CB                  | 6 febbraio 1938   | Y. Väisälä        |
| 1464 Armisticia   | 1939 VO                  | 11 novembre 1939  | G. van Biesbroeck |
| 1465 Autonoma     | 1938 FA                  | 20 marzo 1938     | A. Wachmann       |
| 1466 Mündleria    | 1938 KA                  | 31 maggio 1938    | K. Reinmuth       |
| 1467 Mashona      | 1938 OE                  | 30 luglio 1938    | C. Jackson        |
| 1468 Zomba        | 1938 PA                  | 23 luglio 1938    | C. Jackson        |
| 1469 Linzia       | 1938 QD                  | 19 agosto 1938    | K. Reinmuth       |
| 1470 Carla        | 1938 SD                  | 17 settembre 1938 | A. Bohrmann       |
| 1471 Tornio       | 1938 SL1                 | 16 settembre 1938 | Y. Väisälä        |
| 1472 Muonio       | 1938 UQ                  | 18 ottobre 1938   | Y. Väisälä        |
| 1473 Ounas        | 1938 UT                  | 22 ottobre 1938   | Y. Väisälä        |
| 1474 Beira        | 1935 QY                  | 20 agosto 1935    | C. Jackson        |
| 1475 Yalta        | 1935 SM                  | 21 settembre 1935 | P. F. Shajn       |
| 1476 Cox          | 1936 RA                  | 10 settembre 1936 | E. Delporte       |
| 1477 Bonsdorffia  | 1938 CC                  | 6 febbraio 1938   | Y. Väisälä        |
| 1478 Vihuri       | 1938 CF                  | 6 febbraio 1938   | Y. Väisälä        |
| 1479 Inkeri       | 1938 DE                  | 16 febbraio 1938  | Y. Väisälä        |
| 1480 Aunus        | 1938 DK                  | 18 febbraio 1938  | Y. Väisälä        |
| 1481 Tübingia     | 1938 DR                  | 7 febbraio 1938   | K. Reinmuth       |
| 1482 Sebastiana   | 1938 DA1                 | 20 febbraio 1938  | K. Reinmuth       |
| 1483 Hakoila      | 1938 DJ1                 | 24 febbraio 1938  | Y. Väisälä        |
| 1484 Postrema     | 1938 HC                  | 29 aprile 1938    | G. N. Neujmin     |
| 1485 Isa          | 1938 OB                  | 28 luglio 1938    | K. Reinmuth       |
| 1486 Marilyn      | 1938 QA                  | 23 agosto 1938    | E. Delporte       |
| 1487 Boda         | 1938 WC                  | 17 novembre 1938  | K. Reinmuth       |
| 1488 Aura         | 1938 XE                  | 15 dicembre 1938  | Y. Väisälä        |
| 1489 Attila       | 1939 GC                  | 12 aprile 1939    | G. Kulin          |
| 1490 Limpopo      | 1936 LB                  | 14 giugno 1936    | C. Jackson        |
| 1491 Balduinus    | 1938 EJ                  | 23 febbraio 1938  | E. Delporte       |
| 1492 Oppolzer     | 1938 FL                  | 23 marzo 1938     | Y. Väisälä        |
| 1493 Sigrid       | 1938 QB                  | 26 agosto 1938    | E. Delporte       |
| 1494 Savo         | 1938 SJ                  | 16 settembre 1938 | Y. Väisälä        |
| 1495 Helsinki     | 1938 SW                  | 21 settembre 1938 | Y. Väisälä        |
| 1496 Turku        | 1938 SA1                 | 22 settembre 1938 | Y. Väisälä        |
| 1497 Tampere      | 1938 SB1                 | 22 settembre 1938 | Y. Väisälä        |
| 1498 Lahti        | 1938 SK1                 | 16 settembre 1938 | Y. Väisälä        |
| 1499 Pori         | 1938 UF                  | 16 ottobre 1938   | Y. Väisälä        |
| 1500 Jyväskylä    | 1938 UH                  | 16 ottobre 1938   | Y. Väisälä        |

## 1501-1600
| Nome                | Designazione provvisoria | Data di scoperta  | Scopritore              |
| ------------------- | ------------------------ | ----------------- | ----------------------- |
| 1501 Baade          | 1938 UJ                  | 20 ottobre 1938   | A. Wachmann             |
| 1502 Arenda         | 1938 WB                  | 17 novembre 1938  | K. Reinmuth             |
| 1503 Kuopio         | 1938 XD                  | 15 dicembre 1938  | Y. Väisälä              |
| 1504 Lappeenranta   | 1939 FM                  | 23 marzo 1939     | L. Oterma               |
| 1505 Koranna        | 1939 HH                  | 21 aprile 1939    | C. Jackson              |
| 1506 Xosa           | 1939 JC                  | 15 maggio 1939    | C. Jackson              |
| 1507 Vaasa          | 1939 RD                  | 12 settembre 1939 | L. Oterma               |
| 1508 Kemi           | 1938 UP                  | 21 ottobre 1938   | H. Alikoski             |
| 1509 Esclangona     | 1938 YG                  | 21 dicembre 1938  | A. Patry                |
| 1510 Charlois       | 1939 DC                  | 22 febbraio 1939  | A. Patry                |
| 1511 Daléra         | 1939 FB                  | 22 marzo 1939     | L. Boyer                |
| 1512 Oulu           | 1939 FE                  | 18 marzo 1939     | H. Alikoski             |
| 1513 Mátra          | 1940 EB                  | 10 marzo 1940     | G. Kulin                |
| 1514 Ricouxa        | 1906 UR                  | 22 agosto 1906    | M. F. Wolf              |
| 1515 Perrotin       | 1936 VG                  | 15 novembre 1936  | A. Patry                |
| 1516 Henry          | 1938 BG                  | 28 gennaio 1938   | A. Patry                |
| 1517 Beograd        | 1938 FD                  | 20 marzo 1938     | M. B. Protitch          |
| 1518 Rovaniemi      | 1938 UA                  | 15 ottobre 1938   | Y. Väisälä              |
| 1519 Kajaani        | 1938 UB                  | 15 ottobre 1938   | Y. Väisälä              |
| 1520 Imatra         | 1938 UY                  | 22 ottobre 1938   | Y. Väisälä              |
| 1521 Seinäjoki      | 1938 UB1                 | 22 ottobre 1938   | Y. Väisälä              |
| 1522 Kokkola        | 1938 WO                  | 18 novembre 1938  | L. Oterma               |
| 1523 Pieksämäki     | 1939 BC                  | 18 gennaio 1939   | Y. Väisälä              |
| 1524 Joensuu        | 1939 SB                  | 18 settembre 1939 | Y. Väisälä              |
| 1525 Savonlinna     | 1939 SC                  | 18 settembre 1939 | Y. Väisälä              |
| 1526 Mikkeli        | 1939 TF                  | 7 ottobre 1939    | Y. Väisälä              |
| 1527 Malmquista     | 1939 UG                  | 18 ottobre 1939   | Y. Väisälä              |
| 1528 Conrada        | 1940 CA                  | 10 febbraio 1940  | K. Reinmuth             |
| 1529 Oterma         | 1938 BC                  | 26 gennaio 1938   | Y. Väisälä              |
| 1530 Rantaseppä     | 1938 SG                  | 16 settembre 1938 | Y. Väisälä              |
| 1531 Hartmut        | 1938 SH                  | 17 settembre 1938 | A. Bohrmann             |
| 1532 Inari          | 1938 SM                  | 16 settembre 1938 | Y. Väisälä              |
| 1533 Saimaa         | 1939 BD                  | 19 gennaio 1939   | Y. Väisälä              |
| 1534 Näsi           | 1939 BK                  | 20 gennaio 1939   | Y. Väisälä              |
| 1535 Päijänne       | 1939 RC                  | 9 settembre 1939  | Y. Väisälä              |
| 1536 Pielinen       | 1939 SE                  | 18 settembre 1939 | Y. Väisälä              |
| 1537 Transylvania   | 1940 QA                  | 27 agosto 1940    | G. Strommer             |
| 1538 Detre          | 1940 RF                  | 8 settembre 1940  | G. Kulin                |
| 1539 Borrelly       | 1940 UB                  | 29 ottobre 1940   | A. Patry                |
| 1540 Kevola         | 1938 WK                  | 16 novembre 1938  | L. Oterma               |
| 1541 Estonia        | 1939 CK                  | 12 febbraio 1939  | Y. Väisälä              |
| 1542 Schalén        | 1941 QE                  | 26 agosto 1941    | Y. Väisälä              |
| 1543 Bourgeois      | 1941 SJ                  | 21 settembre 1941 | E. Delporte             |
| 1544 Vinterhansenia | 1941 UK                  | 15 ottobre 1941   | L. Oterma               |
| 1545 Thernöe        | 1941 UW                  | 15 ottobre 1941   | L. Oterma               |
| 1546 Izsák          | 1941 SG1                 | 28 settembre 1941 | G. Kulin                |
| 1547 Nele           | 1929 CZ                  | 12 febbraio 1929  | P. Bourgeois            |
| 1548 Palomaa        | 1935 FK                  | 26 marzo 1935     | Y. Väisälä              |
| 1549 Mikko          | 1937 GA                  | 2 aprile 1937     | Y. Väisälä              |
| 1550 Tito           | 1937 WD                  | 29 novembre 1937  | M. B. Protitch          |
| 1551 Argelander     | 1938 DC1                 | 24 febbraio 1938  | Y. Väisälä              |
| 1552 Bessel         | 1938 DE1                 | 24 febbraio 1938  | Y. Väisälä              |
| 1553 Bauersfelda    | 1940 AD                  | 13 gennaio 1940   | K. Reinmuth             |
| 1554 Yugoslavia     | 1940 RE                  | 6 settembre 1940  | M. B. Protitch          |
| 1555 Dejan          | 1941 SA                  | 15 settembre 1941 | F. Rigaux               |
| 1556 Wingolfia      | 1942 AA                  | 14 gennaio 1942   | K. Reinmuth             |
| 1557 Roehla         | 1942 AD                  | 14 gennaio 1942   | K. Reinmuth             |
| 1558 Järnefelt      | 1942 BD                  | 20 gennaio 1942   | L. Oterma               |
| 1559 Kustaanheimo   | 1942 BF                  | 20 gennaio 1942   | L. Oterma               |
| 1560 Strattonia     | 1942 XB                  | 3 dicembre 1942   | E. Delporte             |
| 1561 Fricke         | 1941 CG                  | 15 febbraio 1941  | K. Reinmuth             |
| 1562 Gondolatsch    | 1943 EE                  | 9 marzo 1943      | K. Reinmuth             |
| 1563 Noël           | 1943 EG                  | 7 marzo 1943      | S. J. Arend             |
| 1564 Srbija         | 1936 TB                  | 15 ottobre 1936   | M. B. Protitch          |
| 1565 Lemaître       | 1948 WA                  | 25 novembre 1948  | S. J. Arend             |
| 1566 Icarus         | 1949 MA                  | 27 giugno 1949    | W. Baade                |
| 1567 Alikoski       | 1941 HN                  | 22 aprile 1941    | Y. Väisälä              |
| 1568 Aisleen        | 1946 QB                  | 21 agosto 1946    | E. L. Johnson           |
| 1569 Evita          | 1948 PA                  | 3 agosto 1948     | M. Itzigsohn            |
| 1570 Brunonia       | 1948 TX                  | 9 ottobre 1948    | S. J. Arend             |
| 1571 Cesco          | 1950 FJ                  | 20 marzo 1950     | M. Itzigsohn            |
| 1572 Posnania       | 1949 SC                  | 22 settembre 1949 | J. Dobrzycki, A. Kwiek  |
| 1573 Väisälä        | 1949 UA                  | 27 ottobre 1949   | S. J. Arend             |
| 1574 Meyer          | 1949 FD                  | 22 marzo 1949     | L. Boyer                |
| 1575 Winifred       | 1950 HH                  | 20 aprile 1950    | Università dell'Indiana |
| 1576 Fabiola        | 1948 SA                  | 30 settembre 1948 | S. J. Arend             |
| 1577 Reiss          | 1949 BA                  | 19 gennaio 1949   | L. Boyer                |
| 1578 Kirkwood       | 1951 AT                  | 10 gennaio 1951   | Università dell'Indiana |
| 1579 Herrick        | 1948 SB                  | 30 settembre 1948 | S. J. Arend             |
| 1580 Betulia        | 1950 KA                  | 22 maggio 1950    | E. L. Johnson           |
| 1581 Abanderada     | 1950 LA1                 | 15 giugno 1950    | M. Itzigsohn            |
| 1582 Martir         | 1950 LY                  | 15 giugno 1950    | M. Itzigsohn            |
| 1583 Antilochus     | 1950 SA                  | 19 settembre 1950 | S. J. Arend             |
| 1584 Fuji           | 1927 CR                  | 7 febbraio 1927   | O. Oikawa               |
| 1585 Union          | 1947 RG                  | 7 settembre 1947  | E. L. Johnson           |
| 1586 Thiele         | 1939 CJ                  | 13 febbraio 1939  | A. Wachmann             |
| 1587 Kahrstedt      | 1933 FS1                 | 25 marzo 1933     | K. Reinmuth             |
| 1588 Descamisada    | 1951 MH                  | 27 giugno 1951    | M. Itzigsohn            |
| 1589 Fanatica       | 1950 RK                  | 13 settembre 1950 | M. Itzigsohn            |
| 1590 Tsiolkovskaja  | 1933 NA                  | 1 luglio 1933     | G. N. Neujmin           |
| 1591 Baize          | 1951 KA                  | 31 maggio 1951    | S. J. Arend             |
| 1592 Mathieu        | 1951 LA                  | 1 giugno 1951     | S. J. Arend             |
| 1593 Fagnes         | 1951 LB                  | 1 giugno 1951     | S. J. Arend             |
| 1594 Danjon         | 1949 WA                  | 23 novembre 1949  | L. Boyer                |
| 1595 Tanga          | 1930 ME                  | 19 giugno 1930    | C. Jackson, H. E. Wood  |
| 1596 Itzigsohn      | 1951 EV                  | 8 marzo 1951      | M. Itzigsohn            |
| 1597 Laugier        | 1949 EB                  | 7 marzo 1949      | L. Boyer                |
| 1598 Paloque        | 1950 CA                  | 11 febbraio 1950  | L. Boyer                |
| 1599 Giomus         | 1950 WA                  | 17 novembre 1950  | L. Boyer                |
| 1600 Vyssotsky      | 1947 UC                  | 22 ottobre 1947   | C. A. Wirtanen          |

## 1601-1700
| Nome              | Designazione provvisoria | Data di scoperta  | Scopritore                 |
| ----------------- | ------------------------ | ----------------- | -------------------------- |
| 1601 Patry        | 1942 KA                  | 18 maggio 1942    | L. Boyer                   |
| 1602 Indiana      | 1950 GF                  | 14 marzo 1950     | Università dell'Indiana    |
| 1603 Neva         | 1926 VH                  | 4 novembre 1926   | G. N. Neujmin              |
| 1604 Tombaugh     | 1931 FH                  | 24 marzo 1931     | C. O. Lampland             |
| 1605 Milankovitch | 1936 GA                  | 13 aprile 1936    | P. Đurković                |
| 1606 Jekhovsky    | 1950 RH                  | 14 settembre 1950 | L. Boyer                   |
| 1607 Mavis        | 1950 RA                  | 3 settembre 1950  | E. L. Johnson              |
| 1608 Muñoz        | 1951 RZ                  | 1 settembre 1951  | M. Itzigsohn               |
| 1609 Brenda       | 1951 NL                  | 10 luglio 1951    | E. L. Johnson              |
| 1610 Mirnaya      | 1928 RT                  | 11 settembre 1928 | P. F. Shajn                |
| 1611 Beyer        | 1950 DJ                  | 17 febbraio 1950  | K. Reinmuth                |
| 1612 Hirose       | 1950 BJ                  | 23 gennaio 1950   | K. Reinmuth                |
| 1613 Smiley       | 1950 SD                  | 16 settembre 1950 | S. J. Arend                |
| 1614 Goldschmidt  | 1952 HA                  | 18 aprile 1952    | A. Schmitt                 |
| 1615 Bardwell     | 1950 BW                  | 28 gennaio 1950   | Università dell'Indiana    |
| 1616 Filipoff     | 1950 EA                  | 15 marzo 1950     | L. Boyer                   |
| 1617 Alschmitt    | 1952 FB                  | 20 marzo 1952     | L. Boyer                   |
| 1618 Dawn         | 1948 NF                  | 5 luglio 1948     | E. L. Johnson              |
| 1619 Ueta         | 1953 TA                  | 11 ottobre 1953   | T. Mitani                  |
| 1620 Geographos   | 1951 RA                  | 14 settembre 1951 | A. G. Wilson, R. Minkowski |
| 1621 Druzhba      | 1926 TM                  | 1 ottobre 1926    | S. Beljavskij              |
| 1622 Chacornac    | 1952 EA                  | 15 marzo 1952     | A. Schmitt                 |
| 1623 Vivian       | 1948 PL                  | 9 agosto 1948     | E. L. Johnson              |
| 1624 Rabe         | 1931 TT1                 | 9 ottobre 1931    | K. Reinmuth                |
| 1625 The NORC     | 1953 RB                  | 1 settembre 1953  | S. J. Arend                |
| 1626 Sadeya       | 1927 AA                  | 10 gennaio 1927   | J. Comas Solá              |
| 1627 Ivar         | 1929 SH                  | 25 settembre 1929 | E. Hertzsprung             |
| 1628 Strobel      | 1923 OG                  | 11 settembre 1923 | K. Reinmuth                |
| 1629 Pecker       | 1952 DB                  | 28 febbraio 1952  | L. Boyer                   |
| 1630 Milet        | 1952 DA                  | 28 febbraio 1952  | L. Boyer                   |
| 1631 Kopff        | 1936 UC                  | 11 ottobre 1936   | Y. Väisälä                 |
| 1632 Sieböhme     | 1941 DF                  | 26 febbraio 1941  | K. Reinmuth                |
| 1633 Chimay       | 1929 EC                  | 3 marzo 1929      | S. J. Arend                |
| 1634 Ndola        | 1935 QP                  | 19 agosto 1935    | C. Jackson                 |
| 1635 Bohrmann     | 1924 QW                  | 7 marzo 1924      | K. Reinmuth                |
| 1636 Porter       | 1950 BH                  | 23 gennaio 1950   | K. Reinmuth                |
| 1637 Swings       | 1936 QO                  | 28 agosto 1936    | J. Hunaerts                |
| 1638 Ruanda       | 1935 JF                  | 3 maggio 1935     | C. Jackson                 |
| 1639 Bower        | 1951 RB                  | 12 settembre 1951 | S. J. Arend                |
| 1640 Nemo         | 1951 QA                  | 31 agosto 1951    | S. J. Arend                |
| 1641 Tana         | 1935 OJ                  | 25 luglio 1935    | C. Jackson                 |
| 1642 Hill         | 1951 RU                  | 4 settembre 1951  | K. Reinmuth                |
| 1643 Brown        | 1951 RQ                  | 4 settembre 1951  | K. Reinmuth                |
| 1644 Rafita       | 1935 YA                  | 16 dicembre 1935  | R. Carrasco                |
| 1645 Waterfield   | 1933 OJ                  | 24 luglio 1933    | K. Reinmuth                |
| 1646 Rosseland    | 1939 BG                  | 19 gennaio 1939   | Y. Väisälä                 |
| 1647 Menelaus     | 1957 MK                  | 23 giugno 1957    | S. B. Nicholson            |
| 1648 Shajna       | 1935 RF                  | 5 settembre 1935  | P. F. Shajn                |
| 1649 Fabre        | 1951 DE                  | 27 febbraio 1951  | L. Boyer                   |
| 1650 Heckmann     | 1937 TG                  | 11 ottobre 1937   | K. Reinmuth                |
| 1651 Behrens      | 1936 HD                  | 23 aprile 1936    | M. Laugier                 |
| 1652 Hergé        | 1953 PA                  | 9 agosto 1953     | S. J. Arend                |
| 1653 Yakhontovia  | 1937 RA                  | 30 agosto 1937    | G. N. Neujmin              |
| 1654 Bojeva       | 1931 TL                  | 8 ottobre 1931    | P. F. Shajn                |
| 1655 Comas Solá   | 1929 WG                  | 28 novembre 1929  | J. Comas Solá              |
| 1656 Suomi        | 1942 EC                  | 11 marzo 1942     | Y. Väisälä                 |
| 1657 Roemera      | 1961 EA                  | 6 marzo 1961      | P. Wild                    |
| 1658 Innes        | 1953 NA                  | 13 luglio 1953    | J. A. Bruwer               |
| 1659 Punkaharju   | 1940 YL                  | 28 dicembre 1940  | Y. Väisälä                 |
| 1660 Wood         | 1953 GA                  | 7 aprile 1953     | J. A. Bruwer               |
| 1661 Granule      | A916 FA                  | 31 marzo 1916     | M. F. Wolf                 |
| 1662 Hoffmann     | A923 RB                  | 11 settembre 1923 | K. Reinmuth                |
| 1663 van den Bos  | 1926 PE                  | 4 agosto 1926     | H. E. Wood                 |
| 1664 Felix        | 1929 CD                  | 4 febbraio 1929   | E. Delporte                |
| 1665 Gaby         | 1930 DQ                  | 27 febbraio 1930  | K. Reinmuth                |
| 1666 van Gent     | 1930 OG                  | 22 luglio 1930    | H. van Gent                |
| 1667 Pels         | 1930 SY                  | 16 settembre 1930 | H. van Gent                |
| 1668 Hanna        | 1933 OK                  | 24 luglio 1933    | K. Reinmuth                |
| 1669 Dagmar       | 1934 RS                  | 7 settembre 1934  | K. Reinmuth                |
| 1670 Minnaert     | 1934 RZ                  | 9 settembre 1934  | H. van Gent                |
| 1671 Chaika       | 1934 TD                  | 3 ottobre 1934    | G. N. Neujmin              |
| 1672 Gezelle      | 1935 BD                  | 29 gennaio 1935   | E. Delporte                |
| 1673 van Houten   | 1937 TH                  | 11 ottobre 1937   | K. Reinmuth                |
| 1674 Groeneveld   | 1938 DS                  | 7 febbraio 1938   | K. Reinmuth                |
| 1675 Simonida     | 1938 FB                  | 20 marzo 1938     | M. B. Protitch             |
| 1676 Kariba       | 1939 LC                  | 15 giugno 1939    | C. Jackson                 |
| 1677 Tycho Brahe  | 1940 RO                  | 6 settembre 1940  | Y. Väisälä                 |
| 1678 Hveen        | 1940 YH                  | 28 dicembre 1940  | Y. Väisälä                 |
| 1679 Nevanlinna   | 1941 FR                  | 18 marzo 1941     | L. Oterma                  |
| 1680 Per Brahe    | 1942 CH                  | 12 febbraio 1942  | L. Oterma                  |
| 1681 Steinmetz    | 1948 WE                  | 23 novembre 1948  | M. Laugier                 |
| 1682 Karel        | 1949 PH                  | 2 agosto 1949     | K. Reinmuth                |
| 1683 Castafiore   | 1950 SL                  | 19 settembre 1950 | S. J. Arend                |
| 1684 Iguassú      | 1951 QE                  | 23 agosto 1951    | M. Itzigsohn               |
| 1685 Toro         | 1948 OA                  | 17 luglio 1948    | C. A. Wirtanen             |
| 1686 De Sitter    | 1935 SR1                 | 28 settembre 1935 | H. van Gent                |
| 1687 Glarona      | 1965 SC                  | 19 settembre 1965 | P. Wild                    |
| 1688 Wilkens      | 1951 EQ1                 | 3 marzo 1951      | M. Itzigsohn               |
| 1689 Floris-Jan   | 1930 SO                  | 16 settembre 1930 | H. van Gent                |
| 1690 Mayrhofer    | 1948 VB                  | 8 novembre 1948   | M. Laugier                 |
| 1691 Oort         | 1956 RB                  | 9 settembre 1956  | K. Reinmuth                |
| 1692 Subbotina    | 1936 QD                  | 16 agosto 1936    | G. N. Neujmin              |
| 1693 Hertzsprung  | 1935 LA                  | 5 maggio 1935     | H. van Gent                |
| 1694 Kaiser       | 1934 SB                  | 29 settembre 1934 | H. van Gent                |
| 1695 Walbeck      | 1941 UO                  | 15 ottobre 1941   | L. Oterma                  |
| 1696 Nurmela      | 1939 FF                  | 18 marzo 1939     | Y. Väisälä                 |
| 1697 Koskenniemi  | 1940 RM                  | 8 settembre 1940  | H. Alikoski                |
| 1698 Christophe   | 1934 CS                  | 10 febbraio 1934  | E. Delporte                |
| 1699 Honkasalo    | 1941 QD                  | 26 agosto 1941    | Y. Väisälä                 |
| 1700 Zvezdara     | 1940 QC                  | 26 agosto 1940    | P. Đurković                |

## 1701-1800
| Nome                | Designazione provvisoria | Data di scoperta  | Scopritore                                             |
| ------------------- | ------------------------ | ----------------- | ------------------------------------------------------ |
| 1701 Okavango       | 1953 NJ                  | 6 luglio 1953     | J. Churms                                              |
| 1702 Kalahari       | A924 NC                  | 7 luglio 1924     | E. Hertzsprung                                         |
| 1703 Barry          | 1930 RB                  | 2 settembre 1930  | M. F. Wolf                                             |
| 1704 Wachmann       | A924 EE                  | 7 marzo 1924      | K. Reinmuth                                            |
| 1705 Tapio          | 1941 SL1                 | 26 settembre 1941 | L. Oterma                                              |
| 1706 Dieckvoss      | 1931 TS                  | 5 ottobre 1931    | K. Reinmuth                                            |
| 1707 Chantal        | 1932 RL                  | 8 settembre 1932  | E. Delporte                                            |
| 1708 Pólit          | 1929 XA                  | 1 dicembre 1929   | J. Comas Solá                                          |
| 1709 Ukraina        | 1925 QA                  | 16 agosto 1925    | G. Shajn                                               |
| 1710 Gothard        | 1941 UF                  | 20 ottobre 1941   | G. Kulin                                               |
| 1711 Sandrine       | 1935 BB                  | 29 gennaio 1935   | E. Delporte                                            |
| 1712 Angola         | 1935 KC                  | 28 maggio 1935    | C. Jackson                                             |
| 1713 Bancilhon      | 1951 SC                  | 27 settembre 1951 | L. Boyer                                               |
| 1714 Sy             | 1951 OA                  | 25 luglio 1951    | L. Boyer                                               |
| 1715 Salli          | 1938 GK                  | 9 aprile 1938     | H. Alikoski                                            |
| 1716 Peter          | 1934 GF                  | 4 aprile 1934     | K. Reinmuth                                            |
| 1717 Arlon          | 1954 AC                  | 8 gennaio 1954    | S. J. Arend                                            |
| 1718 Namibia        | 1942 RX                  | 14 settembre 1942 | M. Väisälä                                             |
| 1719 Jens           | 1950 DP                  | 17 febbraio 1950  | K. Reinmuth                                            |
| 1720 Niels          | 1935 CQ                  | 7 febbraio 1935   | K. Reinmuth                                            |
| 1721 Wells          | 1953 TD3                 | 3 ottobre 1953    | Università dell'Indiana                                |
| 1722 Goffin         | 1938 EG                  | 23 febbraio 1938  | E. Delporte                                            |
| 1723 Klemola        | 1936 FX                  | 18 marzo 1936     | Y. Väisälä                                             |
| 1724 Vladimir       | 1932 DC                  | 28 febbraio 1932  | E. Delporte                                            |
| 1725 CrAO           | 1930 SK                  | 20 settembre 1930 | G. N. Neujmin                                          |
| 1726 Hoffmeister    | 1933 OE                  | 24 luglio 1933    | K. Reinmuth                                            |
| 1727 Mette          | 1965 BA                  | 25 gennaio 1965   | A. D. Andrews                                          |
| 1728 Goethe Link    | 1964 TO                  | 12 ottobre 1964   | Università dell'Indiana                                |
| 1729 Beryl          | 1963 SL                  | 19 settembre 1963 | Università dell'Indiana                                |
| 1730 Marceline      | 1936 UA                  | 17 ottobre 1936   | M. Laugier                                             |
| 1731 Smuts          | 1948 PH                  | 9 agosto 1948     | E. L. Johnson                                          |
| 1732 Heike          | 1943 EY                  | 9 marzo 1943      | K. Reinmuth                                            |
| 1733 Silke          | 1938 DL1                 | 19 febbraio 1938  | A. Bohrmann                                            |
| 1734 Zhongolovich   | 1928 TJ                  | 11 ottobre 1928   | G. N. Neujmin                                          |
| 1735 ITA            | 1948 RJ1                 | 10 settembre 1948 | P. F. Shajn                                            |
| 1736 Floirac        | 1967 RA                  | 6 settembre 1967  | G. Soulié                                              |
| 1737 Severny        | 1966 TJ                  | 13 ottobre 1966   | L. I. Chernykh                                         |
| 1738 Oosterhoff     | 1930 SP                  | 16 settembre 1930 | H. van Gent                                            |
| 1739 Meyermann      | 1939 PF                  | 15 agosto 1939    | K. Reinmuth                                            |
| 1740 Paavo Nurmi    | 1939 UA                  | 18 ottobre 1939   | Y. Väisälä                                             |
| 1741 Giclas         | 1960 BC                  | 26 gennaio 1960   | Università dell'Indiana                                |
| 1742 Schaifers      | 1934 RO                  | 7 settembre 1934  | K. Reinmuth                                            |
| 1743 Schmidt        | 4109 P-L                 | 24 settembre 1960 | C. J. van Houten, I. van Houten-Groeneveld, T. Gehrels |
| 1744 Harriet        | 6557 P-L                 | 24 settembre 1960 | C. J. van Houten, I. van Houten-Groeneveld, T. Gehrels |
| 1745 Ferguson       | 1941 SY1                 | 17 settembre 1941 | J. E. Willis                                           |
| 1746 Brouwer        | 1963 RF                  | 14 settembre 1963 | Università dell'Indiana                                |
| 1747 Wright         | 1947 NH                  | 14 luglio 1947    | C. A. Wirtanen                                         |
| 1748 Mauderli       | 1966 RA                  | 7 settembre 1966  | P. Wild                                                |
| 1749 Telamon        | 1949 SB                  | 23 settembre 1949 | K. Reinmuth                                            |
| 1750 Eckert         | 1950 NA1                 | 15 luglio 1950    | K. Reinmuth                                            |
| 1751 Herget         | 1955 OC                  | 27 luglio 1955    | Università dell'Indiana                                |
| 1752 van Herk       | 1930 OK                  | 22 luglio 1930    | H. van Gent                                            |
| 1753 Mieke          | 1934 JM                  | 10 maggio 1934    | H. van Gent                                            |
| 1754 Cunningham     | 1935 FE                  | 29 marzo 1935     | E. Delporte                                            |
| 1755 Lorbach        | 1936 VD                  | 8 novembre 1936   | M. Laugier                                             |
| 1756 Giacobini      | 1937 YA                  | 24 dicembre 1937  | A. Patry                                               |
| 1757 Porvoo         | 1939 FC                  | 17 marzo 1939     | Y. Väisälä                                             |
| 1758 Naantali       | 1942 DK                  | 18 febbraio 1942  | L. Oterma                                              |
| 1759 Kienle         | 1942 RF                  | 11 settembre 1942 | K. Reinmuth                                            |
| 1760 Sandra         | 1950 GB                  | 10 aprile 1950    | E. L. Johnson                                          |
| 1761 Edmondson      | 1952 FN                  | 30 marzo 1952     | Università dell'Indiana                                |
| 1762 Russell        | 1953 TZ                  | 8 ottobre 1953    | Università dell'Indiana                                |
| 1763 Williams       | 1953 TN2                 | 13 ottobre 1953   | Università dell'Indiana                                |
| 1764 Cogshall       | 1953 VM1                 | 7 novembre 1953   | Università dell'Indiana                                |
| 1765 Wrubel         | 1957 XB                  | 15 dicembre 1957  | Università dell'Indiana                                |
| 1766 Slipher        | 1962 RF                  | 7 settembre 1962  | Università dell'Indiana                                |
| 1767 Lampland       | 1962 RJ                  | 7 settembre 1962  | Università dell'Indiana                                |
| 1768 Appenzella     | 1965 SA                  | 23 settembre 1965 | P. Wild                                                |
| 1769 Carlostorres   | 1966 QP                  | 25 agosto 1966    | Z. Pereyra                                             |
| 1770 Schlesinger    | 1967 JR                  | 10 maggio 1967    | C. U. Cesco, A. R. Klemola                             |
| 1771 Makover        | 1968 BD                  | 24 gennaio 1968   | L. I. Chernykh                                         |
| 1772 Gagarin        | 1968 CB                  | 6 febbraio 1968   | L. I. Chernykh                                         |
| 1773 Rumpelstilz    | 1968 HE                  | 17 aprile 1968    | P. Wild                                                |
| 1774 Kulikov        | 1968 UG1                 | 22 ottobre 1968   | T. M. Smirnova                                         |
| 1775 Zimmerwald     | 1969 JA                  | 13 maggio 1969    | P. Wild                                                |
| 1776 Kuiper         | 2520 P-L                 | 24 settembre 1960 | C. J. van Houten, I. van Houten-Groeneveld, T. Gehrels |
| 1777 Gehrels        | 4007 P-L                 | 24 settembre 1960 | C. J. van Houten, I. van Houten-Groeneveld, T. Gehrels |
| 1778 Alfvén         | 4506 P-L                 | 26 settembre 1960 | C. J. van Houten, I. van Houten-Groeneveld, T. Gehrels |
| 1779 Paraná         | 1950 LZ                  | 15 giugno 1950    | M. Itzigsohn                                           |
| 1780 Kippes         | A906 RA                  | 12 settembre 1906 | A. Kopff                                               |
| 1781 Van Biesbroeck | A906 UB                  | 17 ottobre 1906   | A. Kopff                                               |
| 1782 Schneller      | 1931 TL1                 | 6 ottobre 1931    | K. Reinmuth                                            |
| 1783 Albitskij      | 1935 FJ                  | 24 marzo 1935     | G. N. Neujmin                                          |
| 1784 Benguella      | 1935 MG                  | 30 giugno 1935    | C. Jackson                                             |
| 1785 Wurm           | 1941 CD                  | 15 febbraio 1941  | K. Reinmuth                                            |
| 1786 Raahe          | 1948 TL                  | 9 ottobre 1948    | H. Alikoski                                            |
| 1787 Chiny          | 1950 SK                  | 19 settembre 1950 | S. J. Arend                                            |
| 1788 Kiess          | 1952 OZ                  | 25 luglio 1952    | Università dell'Indiana                                |
| 1789 Dobrovolsky    | 1966 QC                  | 19 agosto 1966    | L. I. Chernykh                                         |
| 1790 Volkov         | 1967 ER                  | 9 marzo 1967      | L. I. Chernykh                                         |
| 1791 Patsayev       | 1967 RE                  | 4 settembre 1967  | T. M. Smirnova                                         |
| 1792 Reni           | 1968 BG                  | 24 gennaio 1968   | L. I. Chernykh                                         |
| 1793 Zoya           | 1968 DW                  | 28 febbraio 1968  | T. M. Smirnova                                         |
| 1794 Finsen         | 1970 GA                  | 7 aprile 1970     | J. A. Bruwer                                           |
| 1795 Woltjer        | 4010 P-L                 | 24 settembre 1960 | C. J. van Houten, I. van Houten-Groeneveld, T. Gehrels |
| 1796 Riga           | 1966 KB                  | 16 maggio 1966    | N. S. Chernykh                                         |
| 1797 Schaumasse     | 1936 VH                  | 15 novembre 1936  | A. Patry                                               |
| 1798 Watts          | 1949 GC                  | 4 aprile 1949     | Università dell'Indiana                                |
| 1799 Koussevitzky   | 1950 OE                  | 25 luglio 1950    | Università dell'Indiana                                |
| 1800 Aguilar        | 1950 RJ                  | 12 settembre 1950 | M. Itzigsohn                                           |

## 1801-1900
| Nome               | Designazione provvisoria | Data di scoperta  | Scopritore                                             |
| ------------------ | ------------------------ | ----------------- | ------------------------------------------------------ |
| 1801 Titicaca      | 1952 SP1                 | 23 settembre 1952 | M. Itzigsohn                                           |
| 1802 Zhang Heng    | 1964 TW1                 | 9 ottobre 1964    | Purple Mountain Observatory                            |
| 1803 Zwicky        | 1967 CA                  | 6 febbraio 1967   | P. Wild                                                |
| 1804 Chebotarev    | 1967 GG                  | 6 aprile 1967     | T. M. Smirnova                                         |
| 1805 Dirikis       | 1970 GD                  | 1 aprile 1970     | L. I. Chernykh                                         |
| 1806 Derice        | 1971 LC                  | 13 giugno 1971    | Perth Observatory                                      |
| 1807 Slovakia      | 1971 QA                  | 20 agosto 1971    | M. Antal                                               |
| 1808 Bellerophon   | 2517 P-L                 | 24 settembre 1960 | C. J. van Houten, I. van Houten-Groeneveld, T. Gehrels |
| 1809 Prometheus    | 2522 P-L                 | 24 settembre 1960 | C. J. van Houten, I. van Houten-Groeneveld, T. Gehrels |
| 1810 Epimetheus    | 4196 P-L                 | 24 settembre 1960 | C. J. van Houten, I. van Houten-Groeneveld, T. Gehrels |
| 1811 Bruwer        | 4576 P-L                 | 24 settembre 1960 | C. J. van Houten, I. van Houten-Groeneveld, T. Gehrels |
| 1812 Gilgamesh     | 4645 P-L                 | 24 settembre 1960 | C. J. van Houten, I. van Houten-Groeneveld, T. Gehrels |
| 1813 Imhotep       | 7589 P-L                 | 17 ottobre 1960   | C. J. van Houten, I. van Houten-Groeneveld, T. Gehrels |
| 1814 Bach          | 1931 TW1                 | 9 ottobre 1931    | K. Reinmuth                                            |
| 1815 Beethoven     | 1932 CE1                 | 27 gennaio 1932   | K. Reinmuth                                            |
| 1816 Liberia       | 1936 BD                  | 29 gennaio 1936   | C. Jackson                                             |
| 1817 Katanga       | 1939 MB                  | 20 giugno 1939    | C. Jackson                                             |
| 1818 Brahms        | 1939 PE                  | 15 agosto 1939    | K. Reinmuth                                            |
| 1819 Laputa        | 1948 PC                  | 9 agosto 1948     | E. L. Johnson                                          |
| 1820 Lohmann       | 1949 PO                  | 2 agosto 1949     | K. Reinmuth                                            |
| 1821 Aconcagua     | 1950 MB                  | 24 giugno 1950    | M. Itzigsohn                                           |
| 1822 Waterman      | 1950 OO                  | 25 luglio 1950    | Università dell'Indiana                                |
| 1823 Gliese        | 1951 RD                  | 4 settembre 1951  | K. Reinmuth                                            |
| 1824 Haworth       | 1952 FM                  | 30 marzo 1952     | Università dell'Indiana                                |
| 1825 Klare         | 1954 QH                  | 31 agosto 1954    | K. Reinmuth                                            |
| 1826 Miller        | 1955 RC1                 | 14 settembre 1955 | Università dell'Indiana                                |
| 1827 Atkinson      | 1962 RK                  | 7 settembre 1962  | Università dell'Indiana                                |
| 1828 Kashirina     | 1966 PH                  | 14 agosto 1966    | L. I. Chernykh                                         |
| 1829 Dawson        | 1967 JJ                  | 6 maggio 1967     | C. U. Cesco, A. R. Klemola                             |
| 1830 Pogson        | 1968 HA                  | 17 aprile 1968    | P. Wild                                                |
| 1831 Nicholson     | 1968 HC                  | 17 aprile 1968    | P. Wild                                                |
| 1832 Mrkos         | 1969 PC                  | 11 agosto 1969    | L. I. Chernykh                                         |
| 1833 Shmakova      | 1969 PN                  | 11 agosto 1969    | L. I. Chernykh                                         |
| 1834 Palach        | 1969 QP                  | 22 agosto 1969    | L. Kohoutek                                            |
| 1835 Gajdariya     | 1970 OE                  | 30 luglio 1970    | T. M. Smirnova                                         |
| 1836 Komarov       | 1971 OT                  | 26 luglio 1971    | N. S. Chernykh                                         |
| 1837 Osita         | 1971 QZ1                 | 16 agosto 1971    | J. Gibson                                              |
| 1838 Ursa          | 1971 UC                  | 20 ottobre 1971   | P. Wild                                                |
| 1839 Ragazza       | 1971 UF                  | 20 ottobre 1971   | P. Wild                                                |
| 1840 Hus           | 1971 UY                  | 26 ottobre 1971   | L. Kohoutek                                            |
| 1841 Masaryk       | 1971 UO1                 | 26 ottobre 1971   | L. Kohoutek                                            |
| 1842 Hynek         | 1972 AA                  | 14 gennaio 1972   | L. Kohoutek                                            |
| 1843 Jarmila       | 1972 AB                  | 14 gennaio 1972   | L. Kohoutek                                            |
| 1844 Susilva       | 1972 UB                  | 30 ottobre 1972   | P. Wild                                                |
| 1845 Helewalda     | 1972 UC                  | 30 ottobre 1972   | P. Wild                                                |
| 1846 Bengt         | 6553 P-L                 | 24 settembre 1960 | C. J. van Houten, I. van Houten-Groeneveld, T. Gehrels |
| 1847 Stobbe        | A916 CA                  | 1 febbraio 1916   | H. Thiele                                              |
| 1848 Delvaux       | 1933 QD                  | 18 agosto 1933    | E. Delporte                                            |
| 1849 Kresák        | 1942 AB                  | 14 gennaio 1942   | K. Reinmuth                                            |
| 1850 Kohoutek      | 1942 EN                  | 23 marzo 1942     | K. Reinmuth                                            |
| 1851 Lacroute      | 1950 VA                  | 9 novembre 1950   | L. Boyer                                               |
| 1852 Carpenter     | 1955 GA                  | 1 aprile 1955     | Università dell'Indiana                                |
| 1853 McElroy       | 1957 XE                  | 15 dicembre 1957  | Università dell'Indiana                                |
| 1854 Skvortsov     | 1968 UE1                 | 22 ottobre 1968   | T. M. Smirnova                                         |
| 1855 Korolev       | 1969 TU1                 | 8 ottobre 1969    | L. I. Chernykh                                         |
| 1856 Růžena        | 1969 TW1                 | 8 ottobre 1969    | L. I. Chernykh                                         |
| 1857 Parchomenko   | 1971 QS1                 | 30 agosto 1971    | T. M. Smirnova                                         |
| 1858 Lobachevskij  | 1972 QL                  | 18 agosto 1972    | L. V. Zhuravleva                                       |
| 1859 Kovalevskaya  | 1972 RS2                 | 4 settembre 1972  | L. V. Zhuravleva                                       |
| 1860 Barbarossa    | 1973 SK                  | 28 settembre 1973 | P. Wild                                                |
| 1861 Komenský      | 1970 WB                  | 24 novembre 1970  | L. Kohoutek                                            |
| 1862 Apollo        | 1932 HA                  | 24 aprile 1932    | K. Reinmuth                                            |
| 1863 Antinous      | 1948 EA                  | 7 marzo 1948      | C. A. Wirtanen                                         |
| 1864 Daedalus      | 1971 FA                  | 24 marzo 1971     | T. Gehrels                                             |
| 1865 Cerberus      | 1971 UA                  | 26 ottobre 1971   | L. Kohoutek                                            |
| 1866 Sisyphus      | 1972 XA                  | 5 dicembre 1972   | P. Wild                                                |
| 1867 Deiphobus     | 1971 EA                  | 3 marzo 1971      | C. U. Cesco                                            |
| 1868 Thersites     | 2008 P-L                 | 24 settembre 1960 | C. J. van Houten, I. van Houten-Groeneveld, T. Gehrels |
| 1869 Philoctetes   | 4596 P-L                 | 24 settembre 1960 | C. J. van Houten, I. van Houten-Groeneveld, T. Gehrels |
| 1870 Glaukos       | 1971 FE                  | 24 marzo 1971     | C. J. van Houten, I. van Houten-Groeneveld, T. Gehrels |
| 1871 Astyanax      | 1971 FF                  | 24 marzo 1971     | C. J. van Houten, I. van Houten-Groeneveld, T. Gehrels |
| 1872 Helenos       | 1971 FG                  | 24 marzo 1971     | C. J. van Houten, I. van Houten-Groeneveld, T. Gehrels |
| 1873 Agenor        | 1971 FH                  | 25 marzo 1971     | C. J. van Houten, I. van Houten-Groeneveld, T. Gehrels |
| 1874 Kacivelia     | A924 RC                  | 5 settembre 1924  | S. Beljavskij                                          |
| 1875 Neruda        | 1969 QQ                  | 22 agosto 1969    | L. Kohoutek                                            |
| 1876 Napolitania   | 1970 BA                  | 31 gennaio 1970   | C. T. Kowal                                            |
| 1877 Marsden       | 1971 FC                  | 24 marzo 1971     | T. Gehrels                                             |
| 1878 Hughes        | 1933 QC                  | 18 agosto 1933    | E. Delporte                                            |
| 1879 Broederstroom | 1935 UN                  | 16 ottobre 1935   | H. van Gent                                            |
| 1880 McCrosky      | 1940 AN                  | 13 gennaio 1940   | K. Reinmuth                                            |
| 1881 Shao          | 1940 PC                  | 3 agosto 1940     | K. Reinmuth                                            |
| 1882 Rauma         | 1941 UJ                  | 15 ottobre 1941   | L. Oterma                                              |
| 1883 Rimito        | 1942 XA                  | 4 dicembre 1942   | Y. Väisälä                                             |
| 1884 Skip          | 1943 EB1                 | 2 marzo 1943      | M. Laugier                                             |
| 1885 Herero        | 1948 PJ                  | 9 agosto 1948     | E. L. Johnson                                          |
| 1886 Lowell        | 1949 MP                  | 21 giugno 1949    | H. L. Giclas                                           |
| 1887 Virton        | 1950 TD                  | 5 ottobre 1950    | S. J. Arend                                            |
| 1888 Zu Chong-Zhi  | 1964 VO1                 | 9 novembre 1964   | Purple Mountain Observatory                            |
| 1889 Pakhmutova    | 1968 BE                  | 24 gennaio 1968   | L. I. Chernykh                                         |
| 1890 Konoshenkova  | 1968 CD                  | 6 febbraio 1968   | L. I. Chernykh                                         |
| 1891 Gondola       | 1969 RA                  | 11 settembre 1969 | P. Wild                                                |
| 1892 Lucienne      | 1971 SD                  | 16 settembre 1971 | P. Wild                                                |
| 1893 Jakoba        | 1971 UD                  | 20 ottobre 1971   | P. Wild                                                |
| 1894 Haffner       | 1971 UH                  | 26 ottobre 1971   | L. Kohoutek                                            |
| 1895 Larink        | 1971 UZ                  | 26 ottobre 1971   | L. Kohoutek                                            |
| 1896 Beer          | 1971 UC1                 | 26 ottobre 1971   | L. Kohoutek                                            |
| 1897 Hind          | 1971 UE1                 | 26 ottobre 1971   | L. Kohoutek                                            |
| 1898 Cowell        | 1971 UF1                 | 26 ottobre 1971   | L. Kohoutek                                            |
| 1899 Crommelin     | 1971 UR1                 | 26 ottobre 1971   | L. Kohoutek                                            |
| 1900 Katyusha      | 1971 YB                  | 16 dicembre 1971  | T. M. Smirnova                                         |

## 1901-2000
| Nome                  | Designazione provvisoria | Data di scoperta  | Scopritore                                             |
| --------------------- | ------------------------ | ----------------- | ------------------------------------------------------ |
| 1901 Moravia          | 1972 AD                  | 14 gennaio 1972   | L. Kohoutek                                            |
| 1902 Shaposhnikov     | 1972 HU                  | 18 aprile 1972    | T. M. Smirnova                                         |
| 1903 Adzhimushkaj     | 1972 JL                  | 9 maggio 1972     | T. M. Smirnova                                         |
| 1904 Massevitch       | 1972 JM                  | 9 maggio 1972     | T. M. Smirnova                                         |
| 1905 Ambartsumian     | 1972 JZ                  | 14 maggio 1972    | T. M. Smirnova                                         |
| 1906 Naef             | 1972 RC                  | 5 settembre 1972  | P. Wild                                                |
| 1907 Rudneva          | 1972 RC2                 | 11 settembre 1972 | N. S. Chernykh                                         |
| 1908 Pobeda           | 1972 RL2                 | 11 settembre 1972 | N. S. Chernykh                                         |
| 1909 Alekhin          | 1972 RW2                 | 4 settembre 1972  | L. V. Zhuravleva                                       |
| 1910 Mikhailov        | 1972 TZ1                 | 8 ottobre 1972    | L. V. Zhuravleva                                       |
| 1911 Schubart         | 1973 UD                  | 25 ottobre 1973   | P. Wild                                                |
| 1912 Anubis           | 6534 P-L                 | 24 settembre 1960 | C. J. van Houten, I. van Houten-Groeneveld, T. Gehrels |
| 1913 Sekanina         | 1928 SF                  | 22 settembre 1928 | K. Reinmuth                                            |
| 1914 Hartbeespoortdam | 1930 SB1                 | 28 settembre 1930 | H. van Gent                                            |
| 1915 Quetzálcoatl     | 1953 EA                  | 9 marzo 1953      | A. G. Wilson                                           |
| 1916 Boreas           | 1953 RA                  | 1 settembre 1953  | S. J. Arend                                            |
| 1917 Cuyo             | 1968 AA                  | 1 gennaio 1968    | C. U. Cesco, A. G. Samuel                              |
| 1918 Aiguillon        | 1968 UA                  | 19 ottobre 1968   | G. Soulié                                              |
| 1919 Clemence         | 1971 SA                  | 16 settembre 1971 | J. Gibson, C. U. Cesco                                 |
| 1920 Sarmiento        | 1971 VO                  | 11 novembre 1971  | J. Gibson, C. U. Cesco                                 |
| 1921 Pala             | 1973 SE                  | 20 settembre 1973 | T. Gehrels                                             |
| 1922 Zulu             | 1949 HC                  | 25 aprile 1949    | E. L. Johnson                                          |
| 1923 Osiris           | 4011 P-L                 | 24 settembre 1960 | C. J. van Houten, I. van Houten-Groeneveld, T. Gehrels |
| 1924 Horus            | 4023 P-L                 | 24 settembre 1960 | C. J. van Houten, I. van Houten-Groeneveld, T. Gehrels |
| 1925 Franklin-Adams   | 1934 RY                  | 9 settembre 1934  | H. van Gent                                            |
| 1926 Demiddelaer      | 1935 JA                  | 2 maggio 1935     | E. Delporte                                            |
| 1927 Suvanto          | 1936 FP                  | 18 marzo 1936     | R. Suvanto                                             |
| 1928 Summa            | 1938 SO                  | 21 settembre 1938 | Y. Väisälä                                             |
| 1929 Kollaa           | 1939 BS                  | 20 gennaio 1939   | Y. Väisälä                                             |
| 1930 Lucifer          | 1964 UA                  | 29 ottobre 1964   | E. Roemer                                              |
| 1931 Čapek            | 1969 QB                  | 22 agosto 1969    | L. Kohoutek                                            |
| 1932 Jansky           | 1971 UB1                 | 26 ottobre 1971   | L. Kohoutek                                            |
| 1933 Tinchen          | 1972 AC                  | 14 gennaio 1972   | L. Kohoutek                                            |
| 1934 Jeffers          | 1972 XB                  | 2 dicembre 1972   | A. R. Klemola                                          |
| 1935 Lucerna          | 1973 RB                  | 2 settembre 1973  | P. Wild                                                |
| 1936 Lugano           | 1973 WD                  | 24 novembre 1973  | P. Wild                                                |
| 1937 Locarno          | 1973 YA                  | 19 dicembre 1973  | P. Wild                                                |
| 1938 Lausanna         | 1974 HC                  | 19 aprile 1974    | P. Wild                                                |
| 1939 Loretta          | 1974 UC                  | 17 ottobre 1974   | C. T. Kowal                                            |
| 1940 Whipple          | 1975 CA                  | 2 febbraio 1975   | Harvard College Observatory                            |
| 1941 Wild             | 1931 TN1                 | 6 ottobre 1931    | K. Reinmuth                                            |
| 1942 Jablunka         | 1972 SA                  | 30 settembre 1972 | L. Kohoutek                                            |
| 1943 Anteros          | 1973 EC                  | 13 marzo 1973     | J. Gibson                                              |
| 1944 Günter           | 1925 RA                  | 14 settembre 1925 | K. Reinmuth                                            |
| 1945 Wesselink        | 1930 OL                  | 22 luglio 1930    | H. van Gent                                            |
| 1946 Walraven         | 1931 PH                  | 8 agosto 1931     | H. van Gent                                            |
| 1947 Iso-Heikkilä     | 1935 EA                  | 4 marzo 1935      | Y. Väisälä                                             |
| 1948 Kampala          | 1935 GL                  | 3 aprile 1935     | C. Jackson                                             |
| 1949 Messina          | 1936 NE                  | 8 luglio 1936     | C. Jackson                                             |
| 1950 Wempe            | 1942 EO                  | 23 marzo 1942     | K. Reinmuth                                            |
| 1951 Lick             | 1949 OA                  | 26 luglio 1949    | C. A. Wirtanen                                         |
| 1952 Hesburgh         | 1951 JC                  | 3 maggio 1951     | Università dell'Indiana                                |
| 1953 Rupertwildt      | 1951 UK                  | 29 ottobre 1951   | Università dell'Indiana                                |
| 1954 Kukarkin         | 1952 PH                  | 15 agosto 1952    | P. F. Shajn                                            |
| 1955 McMath           | 1963 SR                  | 22 settembre 1963 | Università dell'Indiana                                |
| 1956 Artek            | 1969 TX1                 | 8 ottobre 1969    | L. I. Chernykh                                         |
| 1957 Angara           | 1970 GF                  | 1 aprile 1970     | L. I. Chernykh                                         |
| 1958 Chandra          | 1970 SB                  | 24 settembre 1970 | C. U. Cesco                                            |
| 1959 Karbyshev        | 1972 NB                  | 14 luglio 1972    | L. V. Zhuravleva                                       |
| 1960 Guisan           | 1973 UA                  | 25 ottobre 1973   | P. Wild                                                |
| 1961 Dufour           | 1973 WA                  | 19 novembre 1973  | P. Wild                                                |
| 1962 Dunant           | 1973 WE                  | 24 novembre 1973  | P. Wild                                                |
| 1963 Bezovec          | 1975 CB                  | 9 febbraio 1975   | L. Kohoutek                                            |
| 1964 Luyten           | 2007 P-L                 | 24 settembre 1960 | C. J. van Houten, I. van Houten-Groeneveld, T. Gehrels |
| 1965 van de Kamp      | 2521 P-L                 | 24 settembre 1960 | C. J. van Houten, I. van Houten-Groeneveld, T. Gehrels |
| 1966 Tristan          | 2552 P-L                 | 24 settembre 1960 | C. J. van Houten, I. van Houten-Groeneveld, T. Gehrels |
| 1967 Menzel           | A905 VC                  | 1 novembre 1905   | M. F. Wolf                                             |
| 1968 Mehltretter      | 1932 BK                  | 29 gennaio 1932   | K. Reinmuth                                            |
| 1969 Alain            | 1935 CG                  | 3 febbraio 1935   | S. J. Arend                                            |
| 1970 Sumeria          | 1954 ER                  | 12 marzo 1954     | M. Itzigsohn                                           |
| 1971 Hagihara         | 1955 RD1                 | 14 settembre 1955 | Università dell'Indiana                                |
| 1972 Yi Xing          | 1964 VQ1                 | 9 novembre 1964   | Purple Mountain Observatory                            |
| 1973 Colocolo         | 1968 OA                  | 18 luglio 1968    | C. Torres, S. Cofré                                    |
| 1974 Caupolican       | 1968 OE                  | 18 luglio 1968    | C. Torres, S. Cofre                                    |
| 1975 Pikelner         | 1969 PH                  | 11 agosto 1969    | L. I. Chernykh                                         |
| 1976 Kaverin          | 1970 GC                  | 1 aprile 1970     | L. I. Chernykh                                         |
| 1977 Shura            | 1970 QY                  | 30 agosto 1970    | T. M. Smirnova                                         |
| 1978 Patrice          | 1971 LD                  | 13 giugno 1971    | Perth Observatory                                      |
| 1979 Sakharov         | 2006 P-L                 | 24 settembre 1960 | C. J. van Houten, I. van Houten-Groeneveld, T. Gehrels |
| 1980 Tezcatlipoca     | 1950 LA                  | 19 giugno 1950    | A. G. Wilson, Å. A. E. Wallenquist                     |
| 1981 Midas            | 1973 EA                  | 6 marzo 1973      | C. T. Kowal                                            |
| 1982 Cline            | 1975 VA                  | 4 novembre 1975   | E. F. Helin                                            |
| 1983 Bok              | 1975 LB                  | 9 giugno 1975     | E. Roemer                                              |
| 1984 Fedynskij        | 1926 TN                  | 10 ottobre 1926   | S. Beljavskij                                          |
| 1985 Hopmann          | 1929 AE                  | 13 gennaio 1929   | K. Reinmuth                                            |
| 1986 Plaut            | 1935 SV1                 | 28 settembre 1935 | H. van Gent                                            |
| 1987 Kaplan           | 1952 RH                  | 11 settembre 1952 | P. F. Shajn                                            |
| 1988 Delores          | 1952 SV                  | 28 settembre 1952 | Università dell'Indiana                                |
| 1989 Tatry            | 1955 FG                  | 20 marzo 1955     | A. Paroubek, R. Podstanicka                            |
| 1990 Pilcher          | 1956 EE                  | 9 marzo 1956      | K. Reinmuth                                            |
| 1991 Darwin           | 1967 JL                  | 6 maggio 1967     | C. U. Cesco, A. R. Klemola                             |
| 1992 Galvarino        | 1968 OD                  | 18 luglio 1968    | C. Torres, S. Cofré                                    |
| 1993 Guacolda         | 1968 OH1                 | 25 luglio 1968    | G. A. Plyugin, Yu. A. Belyaev                          |
| 1994 Shane            | 1961 TE                  | 4 ottobre 1961    | Università dell'Indiana                                |
| 1995 Hajek            | 1971 UP1                 | 26 ottobre 1971   | L. Kohoutek                                            |
| 1996 Adams            | 1961 UA                  | 16 ottobre 1961   | Università dell'Indiana                                |
| 1997 Leverrier        | 1963 RC                  | 14 settembre 1963 | Università dell'Indiana                                |
| 1998 Titius           | 1938 DX1                 | 24 febbraio 1938  | A. Bohrmann                                            |
| 1999 Hirayama         | 1973 DR                  | 27 febbraio 1973  | L. Kohoutek                                            |
| 2000 Herschel         | 1960 OA                  | 29 luglio 1960    | J. Schubart                                            |